# ماغنوس كارلسن
سفين ماغنوس أوين كارلسن (بالنرويجية: Sven Magnus Øen Carlsen) ولد في 30 نوفمبر 1990 هو أستاذ كبير نرويجي في الشطرنج حقق لقب بطل العالم في الشطرنج خمس مرات، وهو حاليًّا بطل العالم في الشطرنج السريع وبطل العالم في الشطرنج الخاطف. بلغ كارلسن قمة التصنيف العالمي للاتحاد الدولي للشطرنج أول مرة في 2010 ولا يسبقه سوى غاري كاسباروف في الزمن الذي قضاه كأعلى لاعب مصنف في العالم، قمة تصنيفه الكلاسيكي 2882 هي الأعلى في التاريخ.
حقق نابغة الشطرنج كارلسن المركز الثاني في بطولة العالم لأقل من 12 سنة عام 2002، وبوقت قصير من بلوغه 13 سنة احتل المركز الأول في المجموعة ج من بطولة تاتا ستيل للشطرنج وحصل على لقب أستاذ كبير بعد عدة شهور لاحقا، فاز في سن الخامسة عشر ببطولة النرويج للشطرنج وفي سن السابعة عشر تعادل على المركز الأول في مجموعة النخبة ببطولة تاتا ستيل. تجاوز تصنيف 2800 في سن الثامنة عشر وبلغ الرقم واحد في تصنيف الاتحاد الدولي بسن التاسعة عشر، وهو ما جعله أصغر لاعب على الإطلاق يحقق تلك الانجازات.
أصبح كارلسن بطلا للعالم في الشطرنج عام 2013 بهزيمته لفيشفاناثان أناند، وفي العام الموالي حافظ على لقبه ضد أناند وفاز بكلا بطولتي العالم للشطرنج السريع والشطرنج الخاطف 2014، وبذلك أصبح أول لاعب يجمع الألقاب الثلاثة في وقت واحد، وهو إنجاز كرره عام 2019. دافع على لقبه العالمي في الشطرنج الكلاسيكي ضد سيرغي كارياكن 2016 وضد فابيانو كاروانا في 2018، وضد يان نيبومنياتشي في 2021.
عُرف كارلسون بأسلوبه الهجومي حين كان مراهقا، ومنذ ذلك الوقت تطور إلى لاعب عالمي يستخدم مجموعة متنوعة من الافتتاحيات ليصعِّب على خصومه التحضير لمقابلته وتخفيض تأثير تحضيراتهم بالحاسوب. صرح كارلسون بأن منتصف اللعب هو الجزء المفضل لديه من المباراة «لأنه يصبح شطرنجا خالصا». تفوقه الموضعي وبراعته في نهاية اللعب جعلاه محل مقارنة بمهارات أبطال العالم السابقين مثل بوبي فيشر، أناطولي كاربوف، فاسيلي سميسلوف وخوزيه كابابلانكا.

## الطفولة

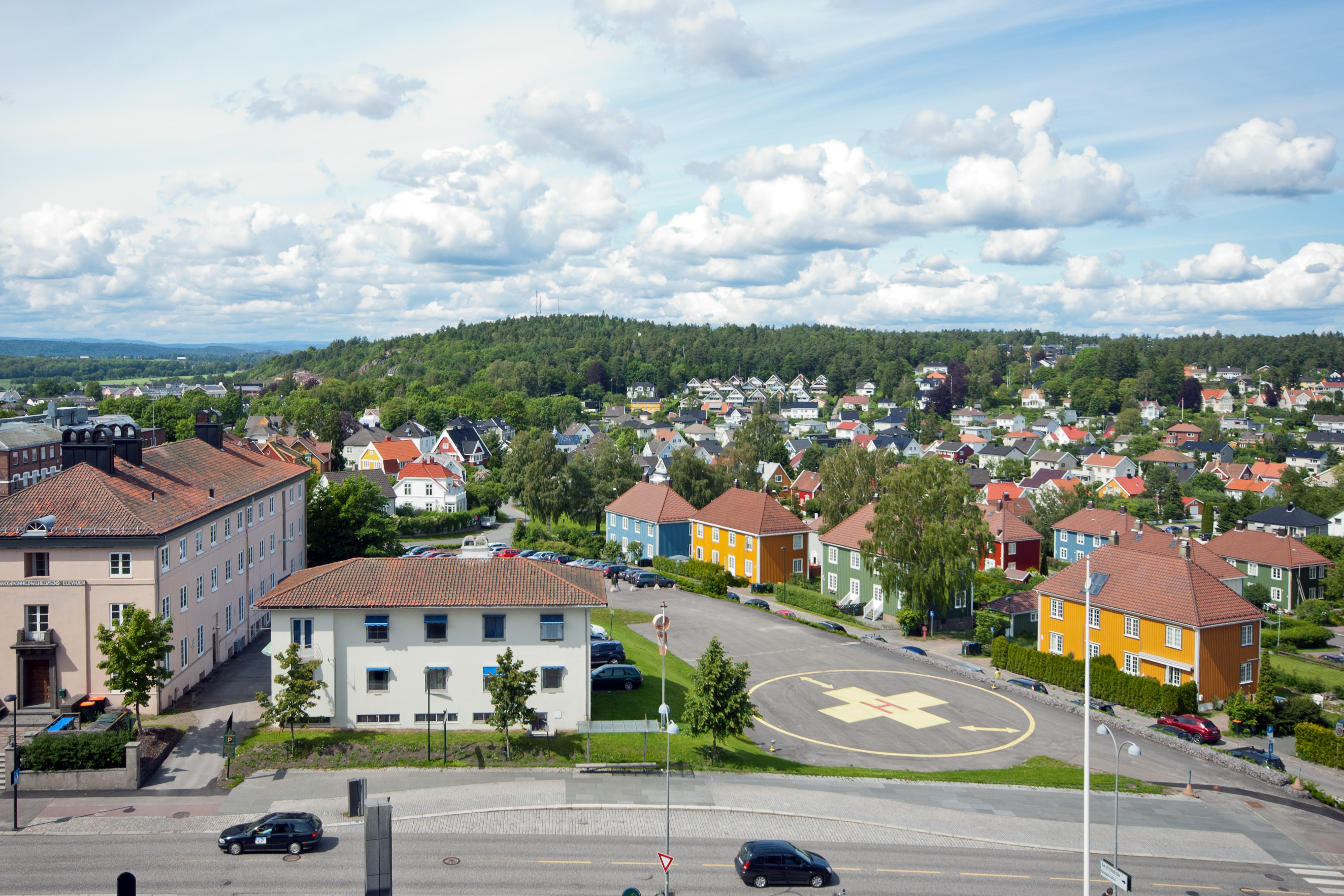
منظر لمدينة تونسبرغ من مستشفى المدينة أين ولد كارلسن

ولد كارلسن في تونسبرغ بالنرويج في 30 نوفمبر 1990، والدته سغرين أوين مهندسة كيميائية ووالده هنريك ألبرت كارلسن مستشار في تكنولوجيا المعلومات. قضت العائلة عاما واحدا في إسبو فنلندا ثم في بروكسل بلجيكا، قبل العودة إلى النرويج سنة 1998 أين عاشوا في لوميدالين، باروم، ثم انتقلوا إلى هاسلم. أظهر كارلسن موهبة في المسائل الفكرية في سن مبكر: بعمر عامين كان باستطاعته حل أحجية الصور المقطوعة ذات 50 قطعة، وفي سن الرابعة كان يستمتع بتجميع مجموعات الليغو ذات الإرشادات الموجه للأطفال بين سن 10-14 عاما.
تعلم كارلسن الشطرنج في سن الخامسة من قبل والده الذي كان لاعب شطرنج هاوٍ متحمسا للعبة، وذلك رغم أنه أبدى اهتماما قليلا تجاه اللعبة في البداية. لكارلسن ثلاث أخوات وفي سنة 2010 صرح أن أحد الأمور التي دفعته في البداية لأخذ الشطرنج على محمل الجد هو الرغبة في هزيمة أخته الكبرى في اللعبة.
أول كتاب شطرنج قرأه كارلسن كان كتيبا بعنوان «جِدْ الخطة» بواسطة بنت لارسن، وأول كتاب له في الافتتاحيات كان «التنين كاملا» بواسطة إدوارد غويلد. طور كارلسن مهارات مبكرة في الشطرنج عبر اللعب وحده لساعات وتحريك القطع على الرقعة بحثا عن توليفات، وإعادة لعب المباريات والوضعيات التي أراها له والده. أشاد سيمن أجدستاين بذاكرة كارلسن الاستثنائية مصرحا بأنه كان قادر على تذكر المناطق، عدد السكان، أعلام وعواصم جميع دول العالم في سن الخامسة. ولاحقا، حفظ كارلسن جميع مناطق، أعداد سكان، شعارات النبالة، المراكز الإدراية لجميع بلديات النرويج تقريبا. شارك كارلسن في بطولته الأولى في فئة الأصاغر من بطولة النرويج للشطرنج سنة 1999 في سن 8 أعوام و7 أشهر وأحرز 6.5/11.

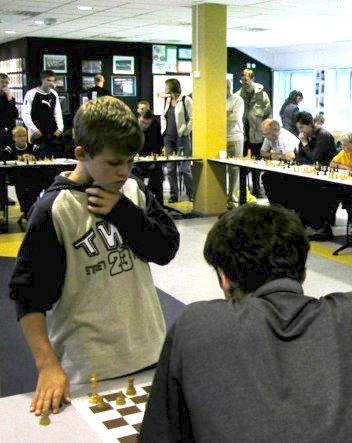
كارلسن بعمر الـ13 يلعب مباريات ودية متزامنة، يوليو 2004.

تم تدريب كارلسن في الكلية النرويجية للرياضة النخبة بواسطة أفضل لاعب في البلاد الأستاذ الكبير سيمن أجدستاين، الذي أشار بدوره إلى أن مدرب كرة القدم إيغل أولسن كان مصدر إلهام أساسي في إستراتيجية التدريب التي يتبعها. في عام 2000، عرّف أجدستاين كارلسون بتوربجورن رينجدال هانسن وهو بطل سابق للنرويج في فئة الأصاغر ولاحقا أستاذ دولي (IM) وأستاذ كبير (GM)، حيث كان رينجدال يؤدي خدمة مدنية لعام واحد في تلك الكلية.
خلال ذلك العام، ارتفع تصنيف كارلسن من 904 في يونيو 2000 إلى 1907. برز كارلسن في بطولة النرويج لفرق الأصاغر سنة في سبتمبر 2000 أين سجل 3.5/5 ضد أفضل لاعبي الدولة الأصاغر، وكان تصنيف أدائه حوالي 2000. بعيدا عن الشطرنج التي كان يدرسها حوالي ثلاث إلى أربع ساعات في اليوم، كانت النشاطات التي يفضل كارلسن القيام بها للتسلية هي لعب كرة القدم وقراءة القصص المصورة حول بطوط. مارس كارلسن كذلك التزحلق على الثلج حتى سن العاشرة.
من خريف 2000 حتى نهاية 2002 لعب كارلسن حوالي 300 مبارات بطولة مصنفة، وكذلك العديد من بطولات الشطرنج السريع وشارك في بطولات صغيرة أخرى. في أكتوبر 2002، احتل المركز السادس في البطولة الأوروبية للأصاغر أقل من 12 سنة في بينيسكولا. وفي الشهر التالي تعادل على المركز الأول في بطولة العالم لاقل من 12 سنة في كاندية، حاصلا على المركز الثاني خلف إيان نيبومنياتشي بعد مقابلة كسر التعادل. بعد ذلك حصل على ثلاث معايير أستاذ دولي بتتابع سريع نسبيا، أوله كان في يناير 2003 في بطولة الماسترز بغوسدال (أحرز 7/10 بتصنيف أداء 2453)، والثاني في يونيو 2003 ببطولة سالونغرناس للأستاذ الدولي في ستوكهولم (6/9 بأداء 2470)، والثالث وهو الأخير في يوليو 2003 في كأس بوليتكن بكوبنهاغن (8/11 بأداء 2503). وحصل رسميا على لقب أستاذ دولي (IM) في 20 أغسطس 2003.
بعد إنهاء الدراسة الابتدائية، أخذ كارلسن عاما مستقطعا للمشاركة في بطولات الشطرنج الدولية المقامة في أوروبا خلال خريف 2003، ورجع لإكمال الدراسة الثانوية في مدرسة رياضية. خلال عامه المستقطع عن الدراسة، احتل المركز الثالث مناصفة في بطولة أوروبا لأقل من 14 سنة والمركز التاسع في بطولة العالم لأقل من 14 سنة.

## مسيرته في الشطرنج

### 2004
|   | a | b | c | d | e | f | g | h |   |
| 8 | d8 black rook · f8 black rook · g8 black king · a7 black pawn · b7 black pawn · e7 black bishop · f7 black pawn · g7 black pawn · e6 black pawn · f6 black knight · h6 black pawn · a5 black queen · c5 black pawn · e5 white knight · h5 white pawn · d4 white pawn · f4 white bishop · a2 white pawn · b2 white pawn · c2 white pawn · e2 white queen · f2 white pawn · g2 white pawn · b1 white king · d1 white rook · h1 white rook | d8 black rook · f8 black rook · g8 black king · a7 black pawn · b7 black pawn · e7 black bishop · f7 black pawn · g7 black pawn · e6 black pawn · f6 black knight · h6 black pawn · a5 black queen · c5 black pawn · e5 white knight · h5 white pawn · d4 white pawn · f4 white bishop · a2 white pawn · b2 white pawn · c2 white pawn · e2 white queen · f2 white pawn · g2 white pawn · b1 white king · d1 white rook · h1 white rook | d8 black rook · f8 black rook · g8 black king · a7 black pawn · b7 black pawn · e7 black bishop · f7 black pawn · g7 black pawn · e6 black pawn · f6 black knight · h6 black pawn · a5 black queen · c5 black pawn · e5 white knight · h5 white pawn · d4 white pawn · f4 white bishop · a2 white pawn · b2 white pawn · c2 white pawn · e2 white queen · f2 white pawn · g2 white pawn · b1 white king · d1 white rook · h1 white rook | d8 black rook · f8 black rook · g8 black king · a7 black pawn · b7 black pawn · e7 black bishop · f7 black pawn · g7 black pawn · e6 black pawn · f6 black knight · h6 black pawn · a5 black queen · c5 black pawn · e5 white knight · h5 white pawn · d4 white pawn · f4 white bishop · a2 white pawn · b2 white pawn · c2 white pawn · e2 white queen · f2 white pawn · g2 white pawn · b1 white king · d1 white rook · h1 white rook | d8 black rook · f8 black rook · g8 black king · a7 black pawn · b7 black pawn · e7 black bishop · f7 black pawn · g7 black pawn · e6 black pawn · f6 black knight · h6 black pawn · a5 black queen · c5 black pawn · e5 white knight · h5 white pawn · d4 white pawn · f4 white bishop · a2 white pawn · b2 white pawn · c2 white pawn · e2 white queen · f2 white pawn · g2 white pawn · b1 white king · d1 white rook · h1 white rook | d8 black rook · f8 black rook · g8 black king · a7 black pawn · b7 black pawn · e7 black bishop · f7 black pawn · g7 black pawn · e6 black pawn · f6 black knight · h6 black pawn · a5 black queen · c5 black pawn · e5 white knight · h5 white pawn · d4 white pawn · f4 white bishop · a2 white pawn · b2 white pawn · c2 white pawn · e2 white queen · f2 white pawn · g2 white pawn · b1 white king · d1 white rook · h1 white rook | d8 black rook · f8 black rook · g8 black king · a7 black pawn · b7 black pawn · e7 black bishop · f7 black pawn · g7 black pawn · e6 black pawn · f6 black knight · h6 black pawn · a5 black queen · c5 black pawn · e5 white knight · h5 white pawn · d4 white pawn · f4 white bishop · a2 white pawn · b2 white pawn · c2 white pawn · e2 white queen · f2 white pawn · g2 white pawn · b1 white king · d1 white rook · h1 white rook | d8 black rook · f8 black rook · g8 black king · a7 black pawn · b7 black pawn · e7 black bishop · f7 black pawn · g7 black pawn · e6 black pawn · f6 black knight · h6 black pawn · a5 black queen · c5 black pawn · e5 white knight · h5 white pawn · d4 white pawn · f4 white bishop · a2 white pawn · b2 white pawn · c2 white pawn · e2 white queen · f2 white pawn · g2 white pawn · b1 white king · d1 white rook · h1 white rook | 8 |
| 7 | d8 black rook · f8 black rook · g8 black king · a7 black pawn · b7 black pawn · e7 black bishop · f7 black pawn · g7 black pawn · e6 black pawn · f6 black knight · h6 black pawn · a5 black queen · c5 black pawn · e5 white knight · h5 white pawn · d4 white pawn · f4 white bishop · a2 white pawn · b2 white pawn · c2 white pawn · e2 white queen · f2 white pawn · g2 white pawn · b1 white king · d1 white rook · h1 white rook | d8 black rook · f8 black rook · g8 black king · a7 black pawn · b7 black pawn · e7 black bishop · f7 black pawn · g7 black pawn · e6 black pawn · f6 black knight · h6 black pawn · a5 black queen · c5 black pawn · e5 white knight · h5 white pawn · d4 white pawn · f4 white bishop · a2 white pawn · b2 white pawn · c2 white pawn · e2 white queen · f2 white pawn · g2 white pawn · b1 white king · d1 white rook · h1 white rook | d8 black rook · f8 black rook · g8 black king · a7 black pawn · b7 black pawn · e7 black bishop · f7 black pawn · g7 black pawn · e6 black pawn · f6 black knight · h6 black pawn · a5 black queen · c5 black pawn · e5 white knight · h5 white pawn · d4 white pawn · f4 white bishop · a2 white pawn · b2 white pawn · c2 white pawn · e2 white queen · f2 white pawn · g2 white pawn · b1 white king · d1 white rook · h1 white rook | d8 black rook · f8 black rook · g8 black king · a7 black pawn · b7 black pawn · e7 black bishop · f7 black pawn · g7 black pawn · e6 black pawn · f6 black knight · h6 black pawn · a5 black queen · c5 black pawn · e5 white knight · h5 white pawn · d4 white pawn · f4 white bishop · a2 white pawn · b2 white pawn · c2 white pawn · e2 white queen · f2 white pawn · g2 white pawn · b1 white king · d1 white rook · h1 white rook | d8 black rook · f8 black rook · g8 black king · a7 black pawn · b7 black pawn · e7 black bishop · f7 black pawn · g7 black pawn · e6 black pawn · f6 black knight · h6 black pawn · a5 black queen · c5 black pawn · e5 white knight · h5 white pawn · d4 white pawn · f4 white bishop · a2 white pawn · b2 white pawn · c2 white pawn · e2 white queen · f2 white pawn · g2 white pawn · b1 white king · d1 white rook · h1 white rook | d8 black rook · f8 black rook · g8 black king · a7 black pawn · b7 black pawn · e7 black bishop · f7 black pawn · g7 black pawn · e6 black pawn · f6 black knight · h6 black pawn · a5 black queen · c5 black pawn · e5 white knight · h5 white pawn · d4 white pawn · f4 white bishop · a2 white pawn · b2 white pawn · c2 white pawn · e2 white queen · f2 white pawn · g2 white pawn · b1 white king · d1 white rook · h1 white rook | d8 black rook · f8 black rook · g8 black king · a7 black pawn · b7 black pawn · e7 black bishop · f7 black pawn · g7 black pawn · e6 black pawn · f6 black knight · h6 black pawn · a5 black queen · c5 black pawn · e5 white knight · h5 white pawn · d4 white pawn · f4 white bishop · a2 white pawn · b2 white pawn · c2 white pawn · e2 white queen · f2 white pawn · g2 white pawn · b1 white king · d1 white rook · h1 white rook | d8 black rook · f8 black rook · g8 black king · a7 black pawn · b7 black pawn · e7 black bishop · f7 black pawn · g7 black pawn · e6 black pawn · f6 black knight · h6 black pawn · a5 black queen · c5 black pawn · e5 white knight · h5 white pawn · d4 white pawn · f4 white bishop · a2 white pawn · b2 white pawn · c2 white pawn · e2 white queen · f2 white pawn · g2 white pawn · b1 white king · d1 white rook · h1 white rook | 7 |
| 6 | d8 black rook · f8 black rook · g8 black king · a7 black pawn · b7 black pawn · e7 black bishop · f7 black pawn · g7 black pawn · e6 black pawn · f6 black knight · h6 black pawn · a5 black queen · c5 black pawn · e5 white knight · h5 white pawn · d4 white pawn · f4 white bishop · a2 white pawn · b2 white pawn · c2 white pawn · e2 white queen · f2 white pawn · g2 white pawn · b1 white king · d1 white rook · h1 white rook | d8 black rook · f8 black rook · g8 black king · a7 black pawn · b7 black pawn · e7 black bishop · f7 black pawn · g7 black pawn · e6 black pawn · f6 black knight · h6 black pawn · a5 black queen · c5 black pawn · e5 white knight · h5 white pawn · d4 white pawn · f4 white bishop · a2 white pawn · b2 white pawn · c2 white pawn · e2 white queen · f2 white pawn · g2 white pawn · b1 white king · d1 white rook · h1 white rook | d8 black rook · f8 black rook · g8 black king · a7 black pawn · b7 black pawn · e7 black bishop · f7 black pawn · g7 black pawn · e6 black pawn · f6 black knight · h6 black pawn · a5 black queen · c5 black pawn · e5 white knight · h5 white pawn · d4 white pawn · f4 white bishop · a2 white pawn · b2 white pawn · c2 white pawn · e2 white queen · f2 white pawn · g2 white pawn · b1 white king · d1 white rook · h1 white rook | d8 black rook · f8 black rook · g8 black king · a7 black pawn · b7 black pawn · e7 black bishop · f7 black pawn · g7 black pawn · e6 black pawn · f6 black knight · h6 black pawn · a5 black queen · c5 black pawn · e5 white knight · h5 white pawn · d4 white pawn · f4 white bishop · a2 white pawn · b2 white pawn · c2 white pawn · e2 white queen · f2 white pawn · g2 white pawn · b1 white king · d1 white rook · h1 white rook | d8 black rook · f8 black rook · g8 black king · a7 black pawn · b7 black pawn · e7 black bishop · f7 black pawn · g7 black pawn · e6 black pawn · f6 black knight · h6 black pawn · a5 black queen · c5 black pawn · e5 white knight · h5 white pawn · d4 white pawn · f4 white bishop · a2 white pawn · b2 white pawn · c2 white pawn · e2 white queen · f2 white pawn · g2 white pawn · b1 white king · d1 white rook · h1 white rook | d8 black rook · f8 black rook · g8 black king · a7 black pawn · b7 black pawn · e7 black bishop · f7 black pawn · g7 black pawn · e6 black pawn · f6 black knight · h6 black pawn · a5 black queen · c5 black pawn · e5 white knight · h5 white pawn · d4 white pawn · f4 white bishop · a2 white pawn · b2 white pawn · c2 white pawn · e2 white queen · f2 white pawn · g2 white pawn · b1 white king · d1 white rook · h1 white rook | d8 black rook · f8 black rook · g8 black king · a7 black pawn · b7 black pawn · e7 black bishop · f7 black pawn · g7 black pawn · e6 black pawn · f6 black knight · h6 black pawn · a5 black queen · c5 black pawn · e5 white knight · h5 white pawn · d4 white pawn · f4 white bishop · a2 white pawn · b2 white pawn · c2 white pawn · e2 white queen · f2 white pawn · g2 white pawn · b1 white king · d1 white rook · h1 white rook | d8 black rook · f8 black rook · g8 black king · a7 black pawn · b7 black pawn · e7 black bishop · f7 black pawn · g7 black pawn · e6 black pawn · f6 black knight · h6 black pawn · a5 black queen · c5 black pawn · e5 white knight · h5 white pawn · d4 white pawn · f4 white bishop · a2 white pawn · b2 white pawn · c2 white pawn · e2 white queen · f2 white pawn · g2 white pawn · b1 white king · d1 white rook · h1 white rook | 6 |
| 5 | d8 black rook · f8 black rook · g8 black king · a7 black pawn · b7 black pawn · e7 black bishop · f7 black pawn · g7 black pawn · e6 black pawn · f6 black knight · h6 black pawn · a5 black queen · c5 black pawn · e5 white knight · h5 white pawn · d4 white pawn · f4 white bishop · a2 white pawn · b2 white pawn · c2 white pawn · e2 white queen · f2 white pawn · g2 white pawn · b1 white king · d1 white rook · h1 white rook | d8 black rook · f8 black rook · g8 black king · a7 black pawn · b7 black pawn · e7 black bishop · f7 black pawn · g7 black pawn · e6 black pawn · f6 black knight · h6 black pawn · a5 black queen · c5 black pawn · e5 white knight · h5 white pawn · d4 white pawn · f4 white bishop · a2 white pawn · b2 white pawn · c2 white pawn · e2 white queen · f2 white pawn · g2 white pawn · b1 white king · d1 white rook · h1 white rook | d8 black rook · f8 black rook · g8 black king · a7 black pawn · b7 black pawn · e7 black bishop · f7 black pawn · g7 black pawn · e6 black pawn · f6 black knight · h6 black pawn · a5 black queen · c5 black pawn · e5 white knight · h5 white pawn · d4 white pawn · f4 white bishop · a2 white pawn · b2 white pawn · c2 white pawn · e2 white queen · f2 white pawn · g2 white pawn · b1 white king · d1 white rook · h1 white rook | d8 black rook · f8 black rook · g8 black king · a7 black pawn · b7 black pawn · e7 black bishop · f7 black pawn · g7 black pawn · e6 black pawn · f6 black knight · h6 black pawn · a5 black queen · c5 black pawn · e5 white knight · h5 white pawn · d4 white pawn · f4 white bishop · a2 white pawn · b2 white pawn · c2 white pawn · e2 white queen · f2 white pawn · g2 white pawn · b1 white king · d1 white rook · h1 white rook | d8 black rook · f8 black rook · g8 black king · a7 black pawn · b7 black pawn · e7 black bishop · f7 black pawn · g7 black pawn · e6 black pawn · f6 black knight · h6 black pawn · a5 black queen · c5 black pawn · e5 white knight · h5 white pawn · d4 white pawn · f4 white bishop · a2 white pawn · b2 white pawn · c2 white pawn · e2 white queen · f2 white pawn · g2 white pawn · b1 white king · d1 white rook · h1 white rook | d8 black rook · f8 black rook · g8 black king · a7 black pawn · b7 black pawn · e7 black bishop · f7 black pawn · g7 black pawn · e6 black pawn · f6 black knight · h6 black pawn · a5 black queen · c5 black pawn · e5 white knight · h5 white pawn · d4 white pawn · f4 white bishop · a2 white pawn · b2 white pawn · c2 white pawn · e2 white queen · f2 white pawn · g2 white pawn · b1 white king · d1 white rook · h1 white rook | d8 black rook · f8 black rook · g8 black king · a7 black pawn · b7 black pawn · e7 black bishop · f7 black pawn · g7 black pawn · e6 black pawn · f6 black knight · h6 black pawn · a5 black queen · c5 black pawn · e5 white knight · h5 white pawn · d4 white pawn · f4 white bishop · a2 white pawn · b2 white pawn · c2 white pawn · e2 white queen · f2 white pawn · g2 white pawn · b1 white king · d1 white rook · h1 white rook | d8 black rook · f8 black rook · g8 black king · a7 black pawn · b7 black pawn · e7 black bishop · f7 black pawn · g7 black pawn · e6 black pawn · f6 black knight · h6 black pawn · a5 black queen · c5 black pawn · e5 white knight · h5 white pawn · d4 white pawn · f4 white bishop · a2 white pawn · b2 white pawn · c2 white pawn · e2 white queen · f2 white pawn · g2 white pawn · b1 white king · d1 white rook · h1 white rook | 5 |
| 4 | d8 black rook · f8 black rook · g8 black king · a7 black pawn · b7 black pawn · e7 black bishop · f7 black pawn · g7 black pawn · e6 black pawn · f6 black knight · h6 black pawn · a5 black queen · c5 black pawn · e5 white knight · h5 white pawn · d4 white pawn · f4 white bishop · a2 white pawn · b2 white pawn · c2 white pawn · e2 white queen · f2 white pawn · g2 white pawn · b1 white king · d1 white rook · h1 white rook | d8 black rook · f8 black rook · g8 black king · a7 black pawn · b7 black pawn · e7 black bishop · f7 black pawn · g7 black pawn · e6 black pawn · f6 black knight · h6 black pawn · a5 black queen · c5 black pawn · e5 white knight · h5 white pawn · d4 white pawn · f4 white bishop · a2 white pawn · b2 white pawn · c2 white pawn · e2 white queen · f2 white pawn · g2 white pawn · b1 white king · d1 white rook · h1 white rook | d8 black rook · f8 black rook · g8 black king · a7 black pawn · b7 black pawn · e7 black bishop · f7 black pawn · g7 black pawn · e6 black pawn · f6 black knight · h6 black pawn · a5 black queen · c5 black pawn · e5 white knight · h5 white pawn · d4 white pawn · f4 white bishop · a2 white pawn · b2 white pawn · c2 white pawn · e2 white queen · f2 white pawn · g2 white pawn · b1 white king · d1 white rook · h1 white rook | d8 black rook · f8 black rook · g8 black king · a7 black pawn · b7 black pawn · e7 black bishop · f7 black pawn · g7 black pawn · e6 black pawn · f6 black knight · h6 black pawn · a5 black queen · c5 black pawn · e5 white knight · h5 white pawn · d4 white pawn · f4 white bishop · a2 white pawn · b2 white pawn · c2 white pawn · e2 white queen · f2 white pawn · g2 white pawn · b1 white king · d1 white rook · h1 white rook | d8 black rook · f8 black rook · g8 black king · a7 black pawn · b7 black pawn · e7 black bishop · f7 black pawn · g7 black pawn · e6 black pawn · f6 black knight · h6 black pawn · a5 black queen · c5 black pawn · e5 white knight · h5 white pawn · d4 white pawn · f4 white bishop · a2 white pawn · b2 white pawn · c2 white pawn · e2 white queen · f2 white pawn · g2 white pawn · b1 white king · d1 white rook · h1 white rook | d8 black rook · f8 black rook · g8 black king · a7 black pawn · b7 black pawn · e7 black bishop · f7 black pawn · g7 black pawn · e6 black pawn · f6 black knight · h6 black pawn · a5 black queen · c5 black pawn · e5 white knight · h5 white pawn · d4 white pawn · f4 white bishop · a2 white pawn · b2 white pawn · c2 white pawn · e2 white queen · f2 white pawn · g2 white pawn · b1 white king · d1 white rook · h1 white rook | d8 black rook · f8 black rook · g8 black king · a7 black pawn · b7 black pawn · e7 black bishop · f7 black pawn · g7 black pawn · e6 black pawn · f6 black knight · h6 black pawn · a5 black queen · c5 black pawn · e5 white knight · h5 white pawn · d4 white pawn · f4 white bishop · a2 white pawn · b2 white pawn · c2 white pawn · e2 white queen · f2 white pawn · g2 white pawn · b1 white king · d1 white rook · h1 white rook | d8 black rook · f8 black rook · g8 black king · a7 black pawn · b7 black pawn · e7 black bishop · f7 black pawn · g7 black pawn · e6 black pawn · f6 black knight · h6 black pawn · a5 black queen · c5 black pawn · e5 white knight · h5 white pawn · d4 white pawn · f4 white bishop · a2 white pawn · b2 white pawn · c2 white pawn · e2 white queen · f2 white pawn · g2 white pawn · b1 white king · d1 white rook · h1 white rook | 4 |
| 3 | d8 black rook · f8 black rook · g8 black king · a7 black pawn · b7 black pawn · e7 black bishop · f7 black pawn · g7 black pawn · e6 black pawn · f6 black knight · h6 black pawn · a5 black queen · c5 black pawn · e5 white knight · h5 white pawn · d4 white pawn · f4 white bishop · a2 white pawn · b2 white pawn · c2 white pawn · e2 white queen · f2 white pawn · g2 white pawn · b1 white king · d1 white rook · h1 white rook | d8 black rook · f8 black rook · g8 black king · a7 black pawn · b7 black pawn · e7 black bishop · f7 black pawn · g7 black pawn · e6 black pawn · f6 black knight · h6 black pawn · a5 black queen · c5 black pawn · e5 white knight · h5 white pawn · d4 white pawn · f4 white bishop · a2 white pawn · b2 white pawn · c2 white pawn · e2 white queen · f2 white pawn · g2 white pawn · b1 white king · d1 white rook · h1 white rook | d8 black rook · f8 black rook · g8 black king · a7 black pawn · b7 black pawn · e7 black bishop · f7 black pawn · g7 black pawn · e6 black pawn · f6 black knight · h6 black pawn · a5 black queen · c5 black pawn · e5 white knight · h5 white pawn · d4 white pawn · f4 white bishop · a2 white pawn · b2 white pawn · c2 white pawn · e2 white queen · f2 white pawn · g2 white pawn · b1 white king · d1 white rook · h1 white rook | d8 black rook · f8 black rook · g8 black king · a7 black pawn · b7 black pawn · e7 black bishop · f7 black pawn · g7 black pawn · e6 black pawn · f6 black knight · h6 black pawn · a5 black queen · c5 black pawn · e5 white knight · h5 white pawn · d4 white pawn · f4 white bishop · a2 white pawn · b2 white pawn · c2 white pawn · e2 white queen · f2 white pawn · g2 white pawn · b1 white king · d1 white rook · h1 white rook | d8 black rook · f8 black rook · g8 black king · a7 black pawn · b7 black pawn · e7 black bishop · f7 black pawn · g7 black pawn · e6 black pawn · f6 black knight · h6 black pawn · a5 black queen · c5 black pawn · e5 white knight · h5 white pawn · d4 white pawn · f4 white bishop · a2 white pawn · b2 white pawn · c2 white pawn · e2 white queen · f2 white pawn · g2 white pawn · b1 white king · d1 white rook · h1 white rook | d8 black rook · f8 black rook · g8 black king · a7 black pawn · b7 black pawn · e7 black bishop · f7 black pawn · g7 black pawn · e6 black pawn · f6 black knight · h6 black pawn · a5 black queen · c5 black pawn · e5 white knight · h5 white pawn · d4 white pawn · f4 white bishop · a2 white pawn · b2 white pawn · c2 white pawn · e2 white queen · f2 white pawn · g2 white pawn · b1 white king · d1 white rook · h1 white rook | d8 black rook · f8 black rook · g8 black king · a7 black pawn · b7 black pawn · e7 black bishop · f7 black pawn · g7 black pawn · e6 black pawn · f6 black knight · h6 black pawn · a5 black queen · c5 black pawn · e5 white knight · h5 white pawn · d4 white pawn · f4 white bishop · a2 white pawn · b2 white pawn · c2 white pawn · e2 white queen · f2 white pawn · g2 white pawn · b1 white king · d1 white rook · h1 white rook | d8 black rook · f8 black rook · g8 black king · a7 black pawn · b7 black pawn · e7 black bishop · f7 black pawn · g7 black pawn · e6 black pawn · f6 black knight · h6 black pawn · a5 black queen · c5 black pawn · e5 white knight · h5 white pawn · d4 white pawn · f4 white bishop · a2 white pawn · b2 white pawn · c2 white pawn · e2 white queen · f2 white pawn · g2 white pawn · b1 white king · d1 white rook · h1 white rook | 3 |
| 2 | d8 black rook · f8 black rook · g8 black king · a7 black pawn · b7 black pawn · e7 black bishop · f7 black pawn · g7 black pawn · e6 black pawn · f6 black knight · h6 black pawn · a5 black queen · c5 black pawn · e5 white knight · h5 white pawn · d4 white pawn · f4 white bishop · a2 white pawn · b2 white pawn · c2 white pawn · e2 white queen · f2 white pawn · g2 white pawn · b1 white king · d1 white rook · h1 white rook | d8 black rook · f8 black rook · g8 black king · a7 black pawn · b7 black pawn · e7 black bishop · f7 black pawn · g7 black pawn · e6 black pawn · f6 black knight · h6 black pawn · a5 black queen · c5 black pawn · e5 white knight · h5 white pawn · d4 white pawn · f4 white bishop · a2 white pawn · b2 white pawn · c2 white pawn · e2 white queen · f2 white pawn · g2 white pawn · b1 white king · d1 white rook · h1 white rook | d8 black rook · f8 black rook · g8 black king · a7 black pawn · b7 black pawn · e7 black bishop · f7 black pawn · g7 black pawn · e6 black pawn · f6 black knight · h6 black pawn · a5 black queen · c5 black pawn · e5 white knight · h5 white pawn · d4 white pawn · f4 white bishop · a2 white pawn · b2 white pawn · c2 white pawn · e2 white queen · f2 white pawn · g2 white pawn · b1 white king · d1 white rook · h1 white rook | d8 black rook · f8 black rook · g8 black king · a7 black pawn · b7 black pawn · e7 black bishop · f7 black pawn · g7 black pawn · e6 black pawn · f6 black knight · h6 black pawn · a5 black queen · c5 black pawn · e5 white knight · h5 white pawn · d4 white pawn · f4 white bishop · a2 white pawn · b2 white pawn · c2 white pawn · e2 white queen · f2 white pawn · g2 white pawn · b1 white king · d1 white rook · h1 white rook | d8 black rook · f8 black rook · g8 black king · a7 black pawn · b7 black pawn · e7 black bishop · f7 black pawn · g7 black pawn · e6 black pawn · f6 black knight · h6 black pawn · a5 black queen · c5 black pawn · e5 white knight · h5 white pawn · d4 white pawn · f4 white bishop · a2 white pawn · b2 white pawn · c2 white pawn · e2 white queen · f2 white pawn · g2 white pawn · b1 white king · d1 white rook · h1 white rook | d8 black rook · f8 black rook · g8 black king · a7 black pawn · b7 black pawn · e7 black bishop · f7 black pawn · g7 black pawn · e6 black pawn · f6 black knight · h6 black pawn · a5 black queen · c5 black pawn · e5 white knight · h5 white pawn · d4 white pawn · f4 white bishop · a2 white pawn · b2 white pawn · c2 white pawn · e2 white queen · f2 white pawn · g2 white pawn · b1 white king · d1 white rook · h1 white rook | d8 black rook · f8 black rook · g8 black king · a7 black pawn · b7 black pawn · e7 black bishop · f7 black pawn · g7 black pawn · e6 black pawn · f6 black knight · h6 black pawn · a5 black queen · c5 black pawn · e5 white knight · h5 white pawn · d4 white pawn · f4 white bishop · a2 white pawn · b2 white pawn · c2 white pawn · e2 white queen · f2 white pawn · g2 white pawn · b1 white king · d1 white rook · h1 white rook | d8 black rook · f8 black rook · g8 black king · a7 black pawn · b7 black pawn · e7 black bishop · f7 black pawn · g7 black pawn · e6 black pawn · f6 black knight · h6 black pawn · a5 black queen · c5 black pawn · e5 white knight · h5 white pawn · d4 white pawn · f4 white bishop · a2 white pawn · b2 white pawn · c2 white pawn · e2 white queen · f2 white pawn · g2 white pawn · b1 white king · d1 white rook · h1 white rook | 2 |
| 1 | d8 black rook · f8 black rook · g8 black king · a7 black pawn · b7 black pawn · e7 black bishop · f7 black pawn · g7 black pawn · e6 black pawn · f6 black knight · h6 black pawn · a5 black queen · c5 black pawn · e5 white knight · h5 white pawn · d4 white pawn · f4 white bishop · a2 white pawn · b2 white pawn · c2 white pawn · e2 white queen · f2 white pawn · g2 white pawn · b1 white king · d1 white rook · h1 white rook | d8 black rook · f8 black rook · g8 black king · a7 black pawn · b7 black pawn · e7 black bishop · f7 black pawn · g7 black pawn · e6 black pawn · f6 black knight · h6 black pawn · a5 black queen · c5 black pawn · e5 white knight · h5 white pawn · d4 white pawn · f4 white bishop · a2 white pawn · b2 white pawn · c2 white pawn · e2 white queen · f2 white pawn · g2 white pawn · b1 white king · d1 white rook · h1 white rook | d8 black rook · f8 black rook · g8 black king · a7 black pawn · b7 black pawn · e7 black bishop · f7 black pawn · g7 black pawn · e6 black pawn · f6 black knight · h6 black pawn · a5 black queen · c5 black pawn · e5 white knight · h5 white pawn · d4 white pawn · f4 white bishop · a2 white pawn · b2 white pawn · c2 white pawn · e2 white queen · f2 white pawn · g2 white pawn · b1 white king · d1 white rook · h1 white rook | d8 black rook · f8 black rook · g8 black king · a7 black pawn · b7 black pawn · e7 black bishop · f7 black pawn · g7 black pawn · e6 black pawn · f6 black knight · h6 black pawn · a5 black queen · c5 black pawn · e5 white knight · h5 white pawn · d4 white pawn · f4 white bishop · a2 white pawn · b2 white pawn · c2 white pawn · e2 white queen · f2 white pawn · g2 white pawn · b1 white king · d1 white rook · h1 white rook | d8 black rook · f8 black rook · g8 black king · a7 black pawn · b7 black pawn · e7 black bishop · f7 black pawn · g7 black pawn · e6 black pawn · f6 black knight · h6 black pawn · a5 black queen · c5 black pawn · e5 white knight · h5 white pawn · d4 white pawn · f4 white bishop · a2 white pawn · b2 white pawn · c2 white pawn · e2 white queen · f2 white pawn · g2 white pawn · b1 white king · d1 white rook · h1 white rook | d8 black rook · f8 black rook · g8 black king · a7 black pawn · b7 black pawn · e7 black bishop · f7 black pawn · g7 black pawn · e6 black pawn · f6 black knight · h6 black pawn · a5 black queen · c5 black pawn · e5 white knight · h5 white pawn · d4 white pawn · f4 white bishop · a2 white pawn · b2 white pawn · c2 white pawn · e2 white queen · f2 white pawn · g2 white pawn · b1 white king · d1 white rook · h1 white rook | d8 black rook · f8 black rook · g8 black king · a7 black pawn · b7 black pawn · e7 black bishop · f7 black pawn · g7 black pawn · e6 black pawn · f6 black knight · h6 black pawn · a5 black queen · c5 black pawn · e5 white knight · h5 white pawn · d4 white pawn · f4 white bishop · a2 white pawn · b2 white pawn · c2 white pawn · e2 white queen · f2 white pawn · g2 white pawn · b1 white king · d1 white rook · h1 white rook | d8 black rook · f8 black rook · g8 black king · a7 black pawn · b7 black pawn · e7 black bishop · f7 black pawn · g7 black pawn · e6 black pawn · f6 black knight · h6 black pawn · a5 black queen · c5 black pawn · e5 white knight · h5 white pawn · d4 white pawn · f4 white bishop · a2 white pawn · b2 white pawn · c2 white pawn · e2 white queen · f2 white pawn · g2 white pawn · b1 white king · d1 white rook · h1 white rook | 1 |
|   | a | b | c | d | e | f | g | h |   |

تصدر كارلسن العناوين الرئيسية بعد فوزه ضمن المجموعة الثالثة من بطولة بطولة كوروس للشطرنج. فاز كارلسن بنتيجة 10½/13، بعد خسارته مباراة واحدة فقط (ضد دوسكو بافاسوفيتش) اللاعب الأعلى تصنيفاً ضمن المجموعة. نتيجة لهذا الفوز حقق الشرط الأول لحصوله على لقب أستاذ كبير وأصبحت نقاطه 2702 نقطة. كان فوزه على سيبك إرنست في الجولة قبل الأخيرة بارزاً، عندما ضحى كارلسن بجموعة أحجار مقابل تحقيق كش مات وذلك في 29 حركة فقط. فوز كارلسن في المجموعة الثالثة ضمن له التأهل إلى المجموعة الثانية في العام 2005، كما دفع لوبومير كافاليك إلى الكتابة عنه في واشنطن بوست حيث أعطاه لقب «موزارت الشطرنج» على الرغم من أن إدوارد فينتر أوضح أن هذا اللقب قد منح سابقاً للعديد من أسلافه اللامعين. قال عنه سيمن أغدستين أنه يمتلك ذاكرة ممتازة ويلعب مجموعة كبيرة بشكل غير اعتيادي من الافتتاحيات. لفتت شجاعة كارلسن انتباه مايكروسوفت التي أصبحت الشركة الراعية له.
حقق كارلسن الشرط الثاني لحصوله على لقب أستاذ كبير خلال شهر شباط / فبراير ضمن بطولة أيروفلوت المفتوحة في موسكو. في 17 آذار / مارس ضمن بطولة بنظام بليتز في ريكيافيك بآيسلندا فاز كارلسن على بطل العالم السابق أناطولي كاربوف. وهي كانت البطولة التمهيدية لمرحلة خروج المغلوب في الشطرنج السريع التي ستبدأ في اليوم التالي. حيث لعب مع غاري كاسباروف، الذي أصبح لاحقاً اللاعب المتصدر للترتيب العالمي. حصل كارلسن على التعادل في المبارة الأولى ولكنه خسر الثانية وبالتالي خرج من المنافسة.
خلال بطولة دبي المفتوحة السادسة للشطرنج التي أقيمت بين 18 و 28 نيسان / أبريل، حقق كارلسن الشرط الثالث والأخير لحصوله على لقب أستاذ كبير. هذا الإنجاز جعله أصغر أستاذ كبير في العالم وكذلك ثاني أصغر أستاذ كبير في التاريخ حينها (بعد سيرغي كارياكن الذي حصل على اللقب بعمر 12 سنة و7 أشهر). لعب كارلسن ضمن البطولة العالمية للاتحاد الدولي للشطرنج، حيث أصبح أصغر لاعب يشارك في هذه البطولة، ولكن خرج من المنافسة من الدور الأول عن طريق ليفون أرونيان.
في تموز / يوليو تعادل كلاً من كارلسن وبيرج أوستنستاد على صدارة بطولة الشطرنج النرويجية حيث حقق كلاً منهما نتيجة 7/9. تم إقامة مبارتين بينهما لتحديد حامل اللقب ولكن كلهما انتهيا بالتعادل الأمر الذي أدى إلى فوز أوستنستاد كونه يمتلك أفضيلة لكسر التعادل في البطولة.

### 2005

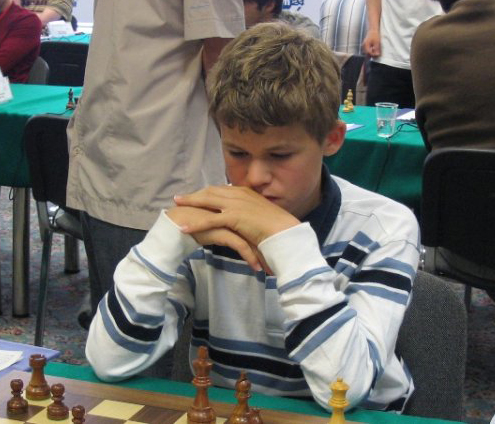
كارلسن في وارسو 2005

خلال مهرجان الشطرنج العالمي 2004-2005 الذي أقيم في درامن، هزم كارلسن أليكسي شيروف المصنف العاشر عالمياً حينها، والفائز الشريك في البطولة. لعب كارلسن في الدور نصف النهائي من بطولة ليون الإسبانية ضد فيشفاناثان أناند المصنف ثانياً على العالم حينها والفائز في بطولة العالم للشطرنج السريع للعام 2003. وفاز حينها أناند بنتيجة 3-1.
في البطولة النرويجية للشطرنج، أنهى كارلسن البطولة بمشاركته في المركز الأول، هذه المرة مع أستاذه سيمن أجدستاين. تم لعب الدور الفاصل بينهما بين 7 و 10 تشرين الثاني / نوفمبر. هذه المرة حصل كارلسن على أفضلية في كسر التعادل ولكن قاعدة منح اللقب للاعب ذو الأفضلية في كسر التعادل إذا كانت النتيجة 1-1 تم إلغاؤها مسبقاً. كانت المنافسة متقاربة حيث فاز أجدستاين في اللعبة الأولى وفاز كارلسن في الثانية ثم انتقلت المبارة إلى مجموعة من الألعاب الثنائية السريعة حتى يتم تحديد الفائز. فاز كارلسن باللعبة السريعة الأولى وأجدستاين بالثانية ثم تلا ذلك ثلاث تعادلات حتى تمكن أجدستاين من الفوز في اللعبة السريعة الثانية وإحراز اللقب.
حصل كارلسن على المركز الأول في البطولة التذكارية لآرنولد إيكريم في غاوزدال بنتيجة 8/9 وتقييم 2792.
مع نهاية العام 2005، شارك كارلسن في بطولة كأس العالم للشطرنج التي أقيمت في مدينة خانتي-مانسييسك الروسية. خلال البطولة الإقصائية فاز على المصنف الرابع والأربعين زوراب أزمايباراشفيلي في الدور الأول ثم فاروك أموناتوف و‌إيفان تشيبارينوف ليصل غلى دور الستة عشر حيث خسر أمام يفجيني بارييف، ولكنه بعد ذلك فاز على جويل لاوتير و‌فلاديمير مالاخوف قبل أن يخسر أمام جاطا كامسكي. بذلك أنهى كارلسن البطولة في المركز العاشر وأصبح أصغر لاعب يتأهل رسمياً كمرشح لبطولة كأس العالم.

### 2006
تأهل كارلسن إلى المجموعة الثانية في بطولة كوروس بعد حصوله على المركز الأول في المجموعة الثالثة عام 2004. مشاركته للمركز الأول مع ألكسندر موتيلف بنتيجية 9/13 (+6-1=6) أهلته للعب في المجموعة الأولى من البطولة عام 2007.
خلال بطولة البوسنة الدولية عام 2006 التي أقيمت في سراييفو، شارك كارلسن المركز الأول مع ليفيو-ديتر نيسيبينو (الذي فاز بتقييم كسر التعادل) وفلاديمير مالاخوف، كان يمكن اعتبار هذا أول فوز لواحدة من بطولات النخبة إلا أنه لم يكن واضحاً أن هذا هو أول فوز له ضمن هذه البطولات.
كارلسن كان قريباً من الفوز ببطولة النرويج للشطرنج عام 2006، ولكن خسارته للجولة الأخيرة أمام بيرج أوستنستاد أودت به إلى مشاركة المركز الأول مع أجدستاين. وهي أيضاً منعت كارلسن من كسر الرقم القياسي لأجدستاين كأصغر فائز في البطولة النرويجية على الإطلاق. ومع ذلك خلال الأدور الإقصائية التي أقيمت بين 19-21 أيلول / سبتمبر، فاز كارلسن 3-1. وبعد تعادلين في نظام التوقيت القياسي، فاز كارلسن بكلا مبارتي الشطرنج السريف في الدور الثاني، وضمن الفوز بأول لقب له في بطولة النرويج.
فاز كارلسن ببطولة غليتنر للشطرنج السريع في أيسلندا. حيث حقق الفوز بنتيجة 2-0 على فيشفاناثان أناند في نصف النهائي وحقق ذات النتيجة في النهائي. وحقق نتيجة 6/8 في أولمبياد الشطرنج السابع والثلاثين وحقق تقييم 2820.
حصل كارلسن على المركز الثاني في بطولة ميدنايت سن التي أقيمت في ترومسو وذلك خلف سرجي شيبوف. كما حل ثانياً في بطولة بيال للشطرنج بعد فوزه على حامل اللقب مرتين ألكسندر موروزيفيتش.
في بطولة NH للشطرنج التي أقيمت خلال شهر آب / أغسطس في أمستردام، شارك كارلسن في مباراة الفرق بنظام شوفينغن بتحدي «الخبراء» مقابل «النجوم الصاعدين». فاز «النجوم الصاعدين» بالمبارة بنتيجة 28-22، حيث حقق كارلسن أفضل نتيجة شخصية للنجوم الصاعدين (6½/10) وبتقييم 2700، ما منحه الحق في المشاركة في عر بطولة أمبر للشطرنج في العام 2007. حل كارلسن في المركز الثامن من أصل ستة عشر مشاركاً في بطولة العالم للشطرنج الخاطف التي أقيمت في ريشون لتسيون بإسرائيل وذلك بنتيجة 7½/15.
في بطولة للشطرنج السريع بعنوان "ملتقى الشطرنج الوطني والدولي (بالفرنسية: Rencontres nationales et internationales d'échecs) التي أقيمت في رأس آجدي بفرنسا، خرج كارلسن من الدور نصف النهائي بعد خسارته أمام سيرغي كارياكن
في تشرين الثاني / نوفمبر، تشارك كارلسن المركز الثامن من أصل عشر مشاركين في بطولة ميخائيل تال التذكارية التي أقيمت في موسكو وذلك بعد خسارتين وسبع تعادلات. كما حقق المركز التاسع من أصل ثمانية عشر مشاركاً في بطولة الشطرنج السريع المرافقة والتي فاز بها أناند.

### 2007

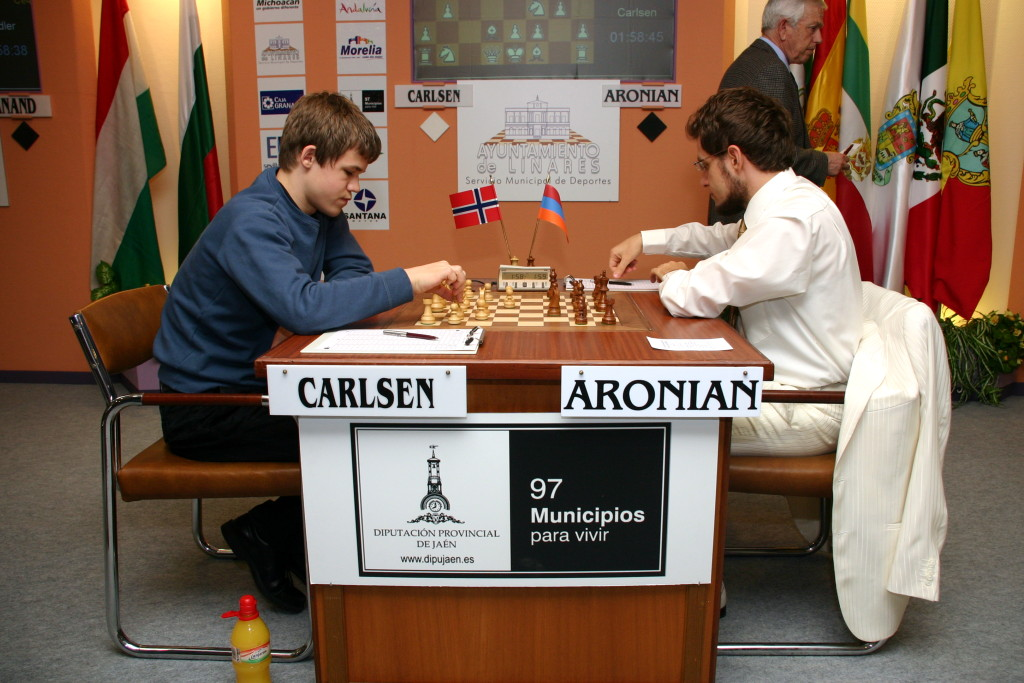
كارلسون يلعب ضد ليفون أرونيان في بطولة ليناريس 2007.

لعب كارلسون في مجموعة النخبة ببطولة تاتا ستيل لأول مرة، وجاء في المركز الأخير بتسع تعادلات وأربع خسارات مسجلا 4.5/13. في بطولة ليناريس للشطرنج، لعب كارلسون ضد أفضل اللاعبين المصنفين فيسيلين توبالوف، فيشفاناثان أناند، بيتر سفيدلر، ألكسندر موروزيفيتش، ليفون أرونيان، بيتر ليكو وفاسيلي إيفانتشوك. رغم كونه أقل تصنيفا منهم بقدر معتبر، وأنهى البطولة في المركز الثاني بأشواط كسر التعادل بنتيجة 7.5/14 محرزا أربع انتصارات وسبع تعادلات وثلاث خسارات، محققا أداء قدره 2778.
لعب كارلسون لأول مرة في بطولة أمبر للشطرنج لإعصاب العينين في مونت كارلو في مارس. في الجولة 11 حقق ثمانية تعادلات وثلاث خسارات في مباريات إعصاب العينين، وحقق كذلك ثلاثة انتصارات وسبع تعادلات وخسارة واحدة في المباريات السريعة. هذا نتج عنه تشاركه المركز التاسع في إعصاب العينين ومشاركة المركز الثاني في الشطرنج السريع (خلف أناند)، وتشارك المركز الثامن إجمالا.
في مايو ويونيو، شارك في بطولة المرشحين لبطولة العالم في الشطرنج 2007 التي نضمها الاتحاد الدولي، وواجه أرونيان في مقابلة بست مباريات في ضوابط الوقت الكلاسيكية تعادل فيها (+2−2=2) مع العودة من التخلف في النتيجة مرتين. المباريات الإضافية الفاصلة السريعة كانت تعادلا كذلك (+1−1=2) مع فوز كارلسون في المباراة الأخيرة وبقائه في المقابلة، في النهاية تمكن أرونيان من إقصاء كارلسون من البطولة بعد فوزه بكلا مبارتي شوط كسر التعادل الخاطف.
في يوليو وأغسطس، فاز كارلسن ببطولة بيل للأساتذة الكبار بنتيجة 6/10 محققا أداء 2753. نتيجته هذه كانت نفس نتيجة ألكسندر أونيشوك لذلك لعبا مقابلة لكسر التعادل. وبعد أن تعادلا في مبارتين سريعتين ومبارتين خاطفتين، فاز كارلسن بمباراة أرمجيدون. مباشرة بعد بطولة بيل، شارك كارلسون في بطولة تحدي القطب الشمالي المفتوحة في ترومسو، لكن نتيجة المركز الرابع التي حققها بخمس انتصارات وأربع تعادلات، كانت أداء منخفضا قليلا منه نظرا لتصنيفه. في الجولة الأولى منح كارلسن التعادل لزميله في الدراسة بريدي هاغن (تصنيفه 2034) بعد أن وجد نفسه في وضعية خاسرة في مرحلة من مراحل المباراة. المباراة التي جلبت بعض الانتباه كانت مباراة الجولة السادسة التي فاز فيها على والده هينريك كارلسون.
بلغ كارلسون نصف نهائي كأس العالم للشطرنج 2007 في ديسمبر، بعد هزيمة مايكل أدامز في الثمن النهائي وإفان شيبارينوف في الربع النهائي. وتم إقصاؤه في النصف من قبل جاطا كامسكي الذي فاز باللقب في النهاية بنتيجة 0.5-1.5.

### 2008

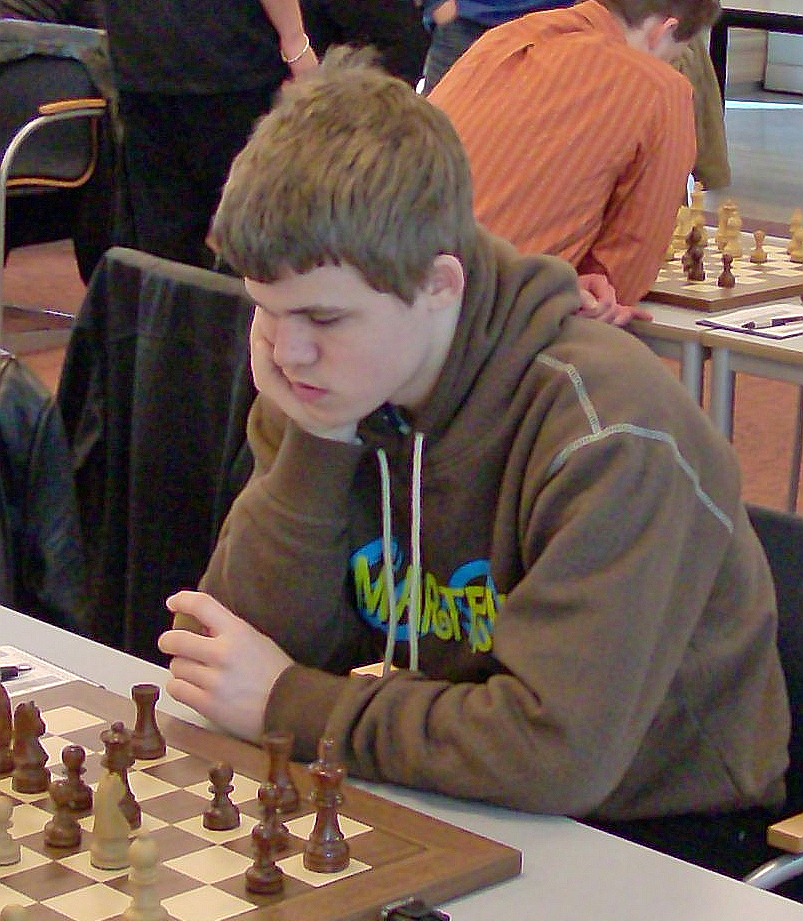
ماغنوس كارلسن في 2008.

في مجموعة النخبة من بطولة تاتا ستيل النسخة 69، حقق كارلسون نتيجة 8/13 بأداء 2830، حيث فاز بخمس مباريات وخسر اثنتان وبذلك تشارك المركز الأول مع ليفون أرونيان. في بطولة ليناريس للشطرنج حقق كارلسون أداء آخرا يفوق 2800 مسجلا 8/14. وأنهى البطولة في المركز الثاني منفردا خلف الفائر فيشفاناثان أناند بنصف نقطة.
في مارس، لعب كارلسن للمرة الثانية في بطولة أمبر للشطنرج بإعصاب العينين، التي أقيمت في نيس لأول مرة. في الجولة 11 حقق أربع انتصارات، أربع تعادلات وخسارتين في إعصاب العينين، وثلاث انتصارات وخسارتين وست تعادلات في الشطرنج السريع. وبهذه النتائج تشارك المركز الخامس في إعصاب العينين وتشارك المركز الثالث في الشطرنج السريع، وإجمالا تشارك المركز الثاني.
كان كارلسن أحد 21 لاعبا في بطولة الجائزة الكبرى للاتحاد الدولي 2008-2009 وتأهل إلى بطولة العالم للشطرنج 2012. في بداية البطولة في باكو بأذربيجان أكمل الجولة متعادلا مع اثنين آخرين على المركز الأول بأداء قدره 2800. ولاحقا انسحب من دورة الجائزة الكبرى رغب نجاحه الأولي، منتقدا الاتحاد الدولي للشطرنج على «تغيير القواعد بشكل دراماتيكي في منتصف دورة بطولة العالم».
فاز كارلسن بمقابلة في الشطرنج السريع ضد بيتر ليكو في ميشكولتس بهنغاريا محرزا 5-3. في يونيو، فاز كارلسن ببطولة أيروسفيت للشطرنج السنوية، وأنهاها من دون هزيمة بنتيجة 8/11 في مجال الفئة 19 محققا أداء قدره 2877، وهو أفضل أداء في تلك المرحلة من مسيرته. أكمل كارلسن بطولة بيل للأساتذة الكبار في المركز الثالث بنتيجة 6/10 وأداء 2740 عندما لعب في الفئة 18.
في بطولة العالم للشطرنج السريع بماينتس، حقق كارلسن المركز الثاني بعد خسارة النهائي ضد البطل أناند الذي دافع على لقبه بنتيجة 3-1. في مرحلة التصفيات حقق كارلسن 1.5-0.5 ضد جوديت بولغار، 1-1 ضد أناند و1-1 ضد ألكسندر موروزيفيتش. في الفئة 22 ببطولة بلباو للماسترز، تعادل كارلسن على المركز الثاني بأداء 2768.

### 2009
لعب كارلسون في المجموعة أ من بطولة تاتا ستيل الدورة 71، وتعادل على المركز الخامس بأداء 2739. وفي بطولة ليناريس للشطرنج، حقق المركز الثالث بأداء 2777. تعادل كارلسون على المركز الثاني مع فيسيلين توبالوف في بطولة ميخائيل تال للماسترز في الفئة 21 بصوفيا بلغارييا، وخسر مع الفائز في النهاية أليكسي شيروف في مباراتهم النهائية فاقدا المركز الأول. فاز كارلسون ببطولة لؤلؤة الربيع للشطرنج في الفئة 21 متقدما بنقطتين ونصف على صاحب المركز الثاني توبالوف، وهو أعلى لاعب مصنفٍ في العالم في ذلك الوقت. أحرز كارلسون 8/10 منتصرا في كل مباراة بالأبيض (ضد توباولف، وانغ يوي، بيتر ليكو، تيمور رجبوف، دميتري جاكوفينكو) وفاز أيضا بالأسود ضد جاكوفينكو محققا أداء قدره 3002 وهو أحد أفضل الأداءات في التاريخ. صرح الإحصائي جيف سوناز بأنه أحد أفضل 20 أداء بطولةٍ في التاريخ وأفضل أداء في الشطرنج في التاريخ بواسطة مراهق.

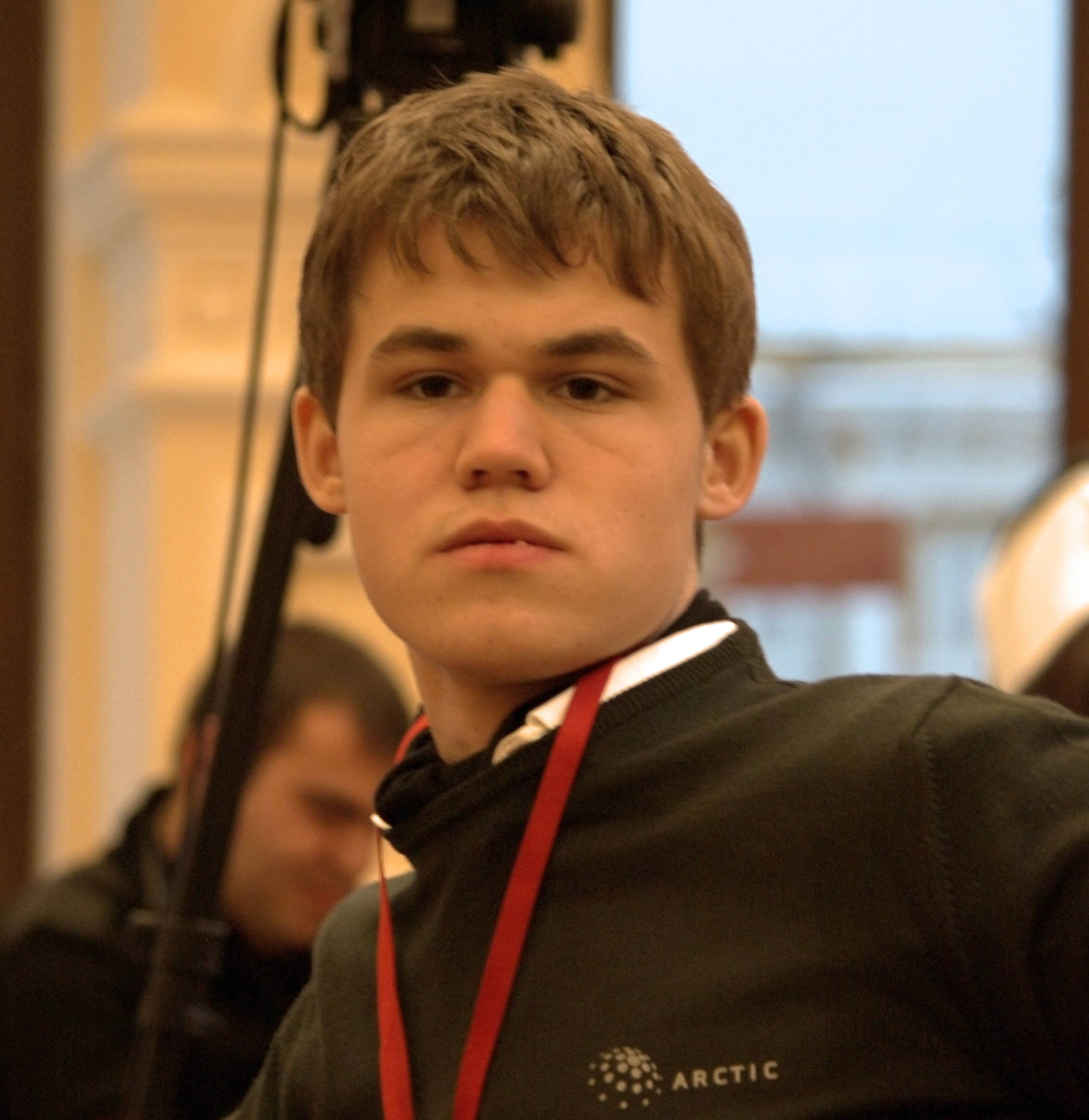
كارلسون في بطولة العالم للشطرنج الخاطف 2009.

في بطولة ذكرى تال التي لعبت من 5 إلى 14 نوفمبر، بدأ كارلسون بسبع تعادلات متتالية لكن أنهاها بفوزين ضد بطل العالم السابق لبطولة الاتحاد الدولي للشطرنج رسلان بونوماريوف وبيتر ليكو. وضعت هذه النتيجة كارلسن في المركز الثاني بالتشارك مع إيفانتشوك وخلف بطل العالم السابق فلاديمير كرامنيك. بعد ذكرة تال، فاز كارلسون ببطولة العالم للشطرنج الخاطف الملعوبة من 16-18 نوفمبر بموسكو، روسيا. وحقق 28 انتصارا وست تعادلات و8 خسارات وهي نتيجته جعلته يفوق أناند الذي حل في المركز الثاني بثلاث نقاط كاملة.
دخل كارلسن بطولة لندن للشطرنج الكلاسيكي وهو المرشح الأفضل في مجموعة تضم كرامنيك، هيكارو ناكامورا، مايكل آدمز، نايجل شورت، ني هوا، لوك ماكشاين وديفيد هويل. وفاز على كرامنيك في المجموعة الأولى ومضى للفوز بالبطولة بنتيجة 13/21 (ثلاث نقاط لكل فوز وواحدة لكل تعادل، وباستخدام الحساب الكلاسيكي يكون حقق 5/7) بأداء قدره 2844، متقدما بنقطة واحد على كرامنيك. هذا الفوز جعله المصنف الأعلى في تصنيف الاتحاد الدولي، متجاوزا فيسيلين توبالوف.
بناء على متوسط تصنيفه من يوليو 2009 حتى يناير 2010 في قوائم الاتحاد الدولي، تأهل كارلسن إلى بطولة المرشحين التي ستحدد منافس بطل العالم فيشفاناثان أناند في بطولة العالم للشطرنج 2012. إلا أن كارلسون في نوفمبر 2010، أعلن أنه سينسحب من بطولة المرشحين. ووصف دورة 12-2008 بأنها «ليست حديثة وعادلة بالقدر الكافي»، وكتب «ميزات بطل العالم، مدة الدورة الطويلة (خمس سنين)، التغييرات المعمولة أثناء الدورة التي نتج عنها هيئة جديدة (بطولة المرشحين) والتي لم يعايشها أي بطل للعالم منذ كاسباروف، معايير التصنيف المحيرة، وكذلك مبدأ المقابلات السطحية الواحدة تلو الأخرى التي لا تنتهي جميع هذه الأمور أقل من مرضية في نظري».
في بداية 2009، استقدم كارلسون بطل العالم السابق غاري كاسباروف كمدرب شخصي له. وتم كشف شراكتهم للعموم في سبتمبر بواسطة الجرائد النرويجية. إجابة على سؤال طُرح عليه في مقابلة مع مجلة تايم في ديسمبر 2009 حول ما إذا كان يستخدم الحواسيب حين يدرس الشطرنج، فأجاب كارلسون بأنه لا يستخدم رقعة شطرنج حين يدرس لوحده.

### 2010
فاز كارلسن بالدورة 72 من بطولة كوروس للشطرنج الملعوبة بين 16-31 يناير محققا 8.5 نقطة، وفي الجولة التاسعة خسر ضد كرامنيك منهيا إنجازا بعدم الخسارة في 36 مبارات مصنفة. ظهرت معاناة كارلسون في الجولة الأخيرة ضد فابيانو كاروانا لكنه أنقد الموقف بتحقيق التعادل، وهو ما جعلة متقدما بنصف نقطة عن كرامنيك وشيروف. في مارس تم إعلان فض الشراكة بين كارلسون وكاسباروف وأنه لم يعد مدربا له منذ ذلك الحين، رغم أن كارلسن وضع هذا الأمر في سياقات مختلفة، ففي مقابلة مع المجلة الألمانية دير شبيغل صرح أنهما بقيا على اتصال وأنه سيستمر في حضور حصة تدريسية مع كاسباروف. في 2011، قال كارلسون «بفضل لكاسباروف بدأت أفهم صنفا كاملا من الوضعيات بشكل أفضل ... منحني كاسباروف كما هائلا من المساعدة العملية.» في 2012، حين سُئل ماذا تعلم من العمل مع كاسباروف، أجاب كارلسن:«الوضعيات المعقدة، كان ذلك هو الأمر الأكثر أهمية.»
تشارك كارلسون المركز الأول مع إيفانتشوك في بطولة أمبر لشطرنج لإعصاب العينين والشطرنج السريع محققا 6.5/11 في إعصاب العينين و8/11 في السريع، وحقق كارلسن 14.5 من 22 نقطة ممكنة. في مايو تم كشف أن كارلسون ساعد أناند في التحضير لبطولة العالم للشطرنج 2010 ضد المتحدي فاسيلين توبالوف، والتي فاز بها أناند 6.5-5.5 وحافظ على لقبه. ساعد كارلسون كذلك أناند في التحضير لبطولتي العالم في الشطرنج 2007 و2008.
لعب كارلسن بطولة ملوك بازنا في رومانيا في يونيو 14-25، وكانت بنظام روبن مزدوج وشارك فيها: وانغ يوي، بوريس غالفند، رسلان بونوماريوف، تيمور راجابوف، وليفيو-ديتر نيسيبينو. فاز كارلسن بالبطولة بنتيجة 7.5/10 وأداء 2918 متقدما بنقطتين على راجابوف وغالفند. بعدها لعب كارلسن بطولة سريعة بين 28-30 في أغسطس في بطولة نجوم شطرنج سندات القطب الشمالي في كريستيانسوند بالنرويج. وكان المشاركون: فيسفاناثان أناند، رقم واحد في السيدات جوديت بولغر وجون لودفيغ همر. في دورة روبن التصفوية أحرز كارلسن 3.5/6 للتأهل للنهائي وجاء ثانيا خلف أناند. في النهائي هزم كارلسن أناند 1.5-0.5 وفاز بالبطولة. بعد هذه البطولة عانى كارلسون من تراجعات في الأداء في البطولات المقبلة. في أولمبياد الشطرنج 39 من 19 سبتمبر حتى 4 أكتوبر، أحرز 4.5/8 خاسرا ثلاث مباريات ضد بعدور جوبافا، مايكل آدمز وسنان سجوجروف، وكانت هذه أول خسارات له بالقطع السوداء منذ أكثر من عام. وأنهى فريقه النرويجي الأولمبياد في المركز 51 من أصل 149 فريقا.

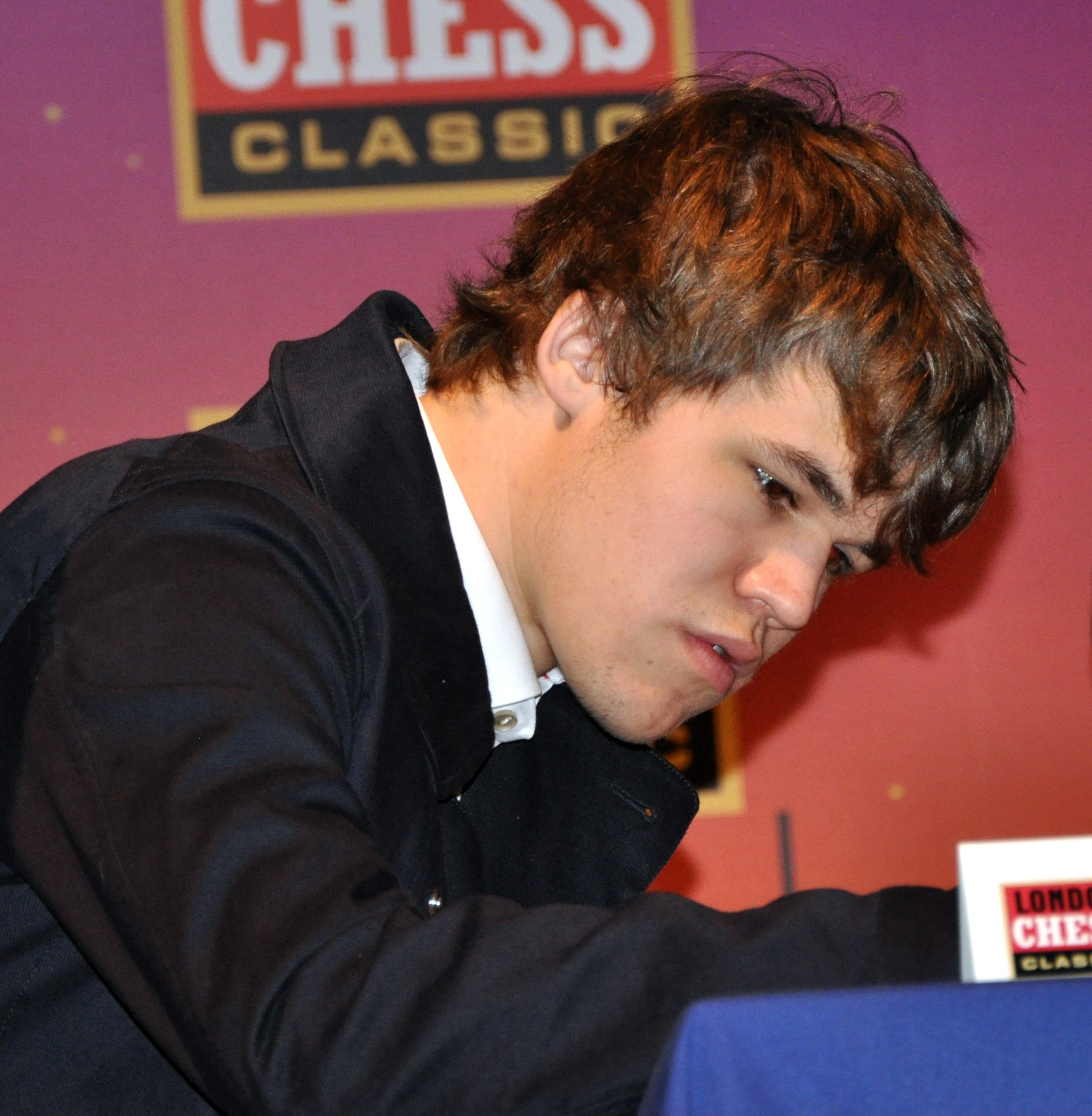
كارلسن في بطولة لندن للشطرنج الكلاسيكي 2010.

بطولة كارلسن التالية كانت نهائي ماسترز الغراند سلام في 9-15 أكتوبر التي تأهل إليها تلقائيا عبر الفوز بثلاثٍ من أصل أربع بطولات شطرنج غراند سلام العام الماضي (لؤلؤة ربيع نانجينغ 2009، كوروس 2010، ملوك بازنا 2010). فضلا عن كارلسون، كان المتنافسون: بطل العالم أناند وصاحبا أعلى نتيجة من مرحلة التصفيات المقامة في شنغهاي في سبتمبر: كرامنيك وشيروف. متوسط تصتيف الإيلو للمشاركين في ذلك الوقت كان 2789، جاعلا نهائي الغراند سلام أقوى بطولة شطرنج في التاريخ. في الجولة الأولى، خسر كارلسن بالأسود ضد كرامنيك وكانت هذه الخسارة الثانية المتتالية لكارلسن ضد كرامنيك وعرضت تصينفه كرقم واحد لخطر كبير. في الجولة الثانية خسر كارلسن بالقطع البيضاء ضد أناند، وكانت هذه هي المرة الأولى التي يخسر فيها بالأبيض منذ يناير 2010. تعافى كارلسون نوعا ما في الجزء التالي من البطولة محققا فوزا ضد شيروف ومنهيا البطولة بنتيجة 2.5/6، البطولة فاز بها كرامنيك بنتيجة 4/6. أنهى كارلسون هذه البطولة بتصنيف 2802 بنقطتين خلف أناند 2804 الذي أنهى مؤقتا عرش كارلسن كرقم واحد في العالم. أثار هذا التراجع في المستوى التساؤل حول ما إذا كانت نشاطات كارلسن خارج الشطرنج -مثل عرض الأزياء لشركة جي-ستار روو- تلهيه عن الأداء المثالي في الشطرنج. لكن كارلسون قال بأنه لا يعتقد أن لذلك علاقة مباشرة بتراجع أدائه.
بطولة كارلسن التالية كانت بطولة لؤلؤة الربيع للشطرنج بين 19-30 أكتوبر في نانجينغ بالصين، ضد أناند، توبالوف، فوقار قاسيموف، وانغ يوي، وإتيان باكرو. وهذه كانت البطولة الوحيد التي شارك فيها أناند، كارلسون، توبالوف، الذين كانوا في ذلك الوقت أعلى اللاعبين تصنيفا في العالم، وكانت أول بطولة في العالم يشارك فيها ثلاث لاعبين تصنيفهم على الأقل 2800. مع فوزه المبكر على باكرو، وانغ يوي وتوبالوف بالأبيض، أخذ كارلسون التقدم منذ البداية ممددا إنجازه بالفوز بالأبيض في نانجينغ إلى ثمانية. توقف هذا الإنجاز بالتعادل مع أناند في الجولة السابعة، لكن في الجولة ما قبل الأخيرة ضمن كارلسن المركز الأول بهزيمة توبالوف بالأسود. هذا كان انتصاره الثاني في البطولة ضد الرقم واحد عالميا سابقا، نتيجته النهائية كانت 7/10 بأداء 2903 متقدما بنقطة كاملة عن الوصيف أناند.
في 5 نوفمبر، انسحب كارلسن منبطولة المرشحين 2011، بعد أن تأهل بوصفه أعلى لاعب مصنف، مبديا عدم رضاه على طريقة تنظيم دورة العالم للشطرنج.
حاول كارلسن الدفاع عن لقبه في بطولة العالم للشطرنج الخاطف المقامة في موسكو بين 16-18 نوفبمر، وأحرز 23.5/38 محققا المركز الثالث خلف راجابوف والفائز ليفون أرونيان. بعد البطولة لعب كارلسن 40 مباراة خاصة في الشطرنج الخاطف ضد ناكامورا، فائزا بنتيجة 24.5-15.5.
فاز كارلسن ببطولة لندن الكلاسيكية المقامة بين 8-15 ديسمبر التي شارك فيها بطل العالم أناند، فلاديمير كرامنيك، ناكامورا واللاعبين البريطانيين آدمز، نايجل شورت، ديفيد هويل ولوك ماكشاين. بدأ كارلسن بداية متعثرة بخسارة مباراتيه ضد ماكشاين وأناند في الجولين 1 و 3، لكنه فاز بالأبيض ضد آدمز وناكامورا في الجولتين 2 و4. انضم كارلسن إلى المقدمة في الجولة الخامسة وتمكن من البقاء فيها بعد تعادل مروع ضد كرامنيك في الجولة السادسة قبل أن يهزم شورت في الجولة الأخيرة. بما أن البطولة لُعبت بنظام ثلاث نقاط لكل فوز، نتيجة كارلسن +4−2=1 وضعته أمام أناند وماكشاين الذين حققا +2=5 (كان سينتج عن النظام التقليدي الذي يمنح نقطتين للفوز تعادل الثلاثة، مع بقاء كارلسون في القمة، وحصوله على أفضل شوط كسر تعادل بسبب أربع مباريات بالأسود، حيث لم يلعب أناند وماكشاين سوى ثلاث مباريات بالأسود).

### 2011
نافس كارلسون في المجموعة أ الخاصة بالأساتذة الكبار في الدورة 73 من بطولة تاتا ستيل للشطرنج (التي كانت تسمى سابقا بطولة كوروس للشطرنج) في 14-30 يناير في فايك أن زي في محاولة للدفاع عن لقبه، وكان المتنافسون: بطل العالم فيشفاناثان أناند، ليفون أرونيان، بطل العالم السابق فلاديمير كرامنيك، ألكسندر غريشك، هيكارو ناكامورا، روسلان بونوماريوف، وآخرين غيرهم. رغم خسارة مبارتين ضد أنيش غيري، وبطل روسيا إيان نيبومنياتشي، أنهى كارلسن البطولة بنتيجة 8/13 محققا انتصارين على كرامنيك والفائز بالبطولة هيكارو ناكامورا. رغم أن أداء كارلسن زاد تصنيفه من 2814 إلى 2815 إلا أن نتيجة أناند 8.5/13 رفعت تصنيفه إلى 2817 جاعلة منه الرقم واحد في تصنيف الاتحاد الدولي للشطرنج في مارس 2011.
أول بطولة فاز بها كارلسن في هذا العام هي بطولة ملوك بازنا، وهي بطولة بنظام روبن مزدوج لُعبت في مدياس برومانيا في يونيو 11-21. أنهاها كارلسون بنتيجة 6.5/10 متعادلا مع سيرغي كارياكن، لكن نتيجة كسر التعادل كانت لصالحه. فاز كارلسن بمبارياته بالأبيض ضد ناكامورا، نيسيبينو، وإيفانتشوك، وتعادل في باقي المباريات. فاز كارلسن بالدورة 44 من بطولة بيل للأساتذة الكبار المقامة بين 16-29 يوليو. وأحرز المركز الأول منفردا بنتيجة 19/30 (+5–1=4 ثلاث نقاط للفوز) في ميدان متنافسين يشمل فابيانو كاروانا، ماكسيم فاشي لاغارف، ألكسندر موروزيفتش، أليكسي شيروف ويانيك بيليتيي، متقدما بنقطتين على الوصيف موروزيفتش، وكان هذا اللقب الثاني لكارلسن.
أقيم نهائي الغراند سلام للشطرنج بنظام روبن مزدوج وتنافس فيه ستة لاعبين في ساو باولو من 25 سبتمبر حتى 1 أكتوبر وبلباو من 5 إلى 11 أكتوبر. رغم أن كارلسن بدأ بداية بطيئة خسر فيها أمام اللاعب الأقل تصنيفا فرانسيسكو فاييخوبونس لكنه أنهى البطولة بنتيجة +3−1=6 متعادلا مع إيفانشوك (الذي جعلته نتيجته +4−3=3 متعادلا بسبب نظام ثلاث نقاط لكل فوز). بعدها فاز كارلسن بشوط كسر الإرسال الخاطف ضد إيفانشوك. اللاعبون الآخرون كانوا: أناند، أرونيان، ناكامورا وفاييخو بونس.
حقق كارلسون فوزا آخر ببطولة ذكرى تال في موسكو بين 16-25 نوفمبر التي لعبت بنظام روبن بين عشر لاعبين. فاز كارلسن بمبارتين ضد غالفند وناكامورا وتعادل في البقية. رغم أنه أنهى البطولة متعادلا في النقاط مع أرونيان، إلا أنه أخذ المركز الأول لأن كسر التعادل كان محددا بعدد المباريات الملعوبة بالأسود، وكارلسون لعب خمس مباريات بالأسود بينما لعب أرونيان أربعة. في بطولة لندن للشطرنج الكلاسيكي الملعوبة بين 3-12 ديسمبر، انتهى إنجاز كارلسن في الانتصارات حين حقق المركز الثالث خلف كرامنيك وناكامورا. فاز كارلسن بثلاث مباريات وتعادل في خمسة. ورغم أنه لم يفز بالبطولة، إلا أن كارلسون حصل على نقاط تصنيف وحقق رقما شخصيا جديدا قدره 2835.

### 2012

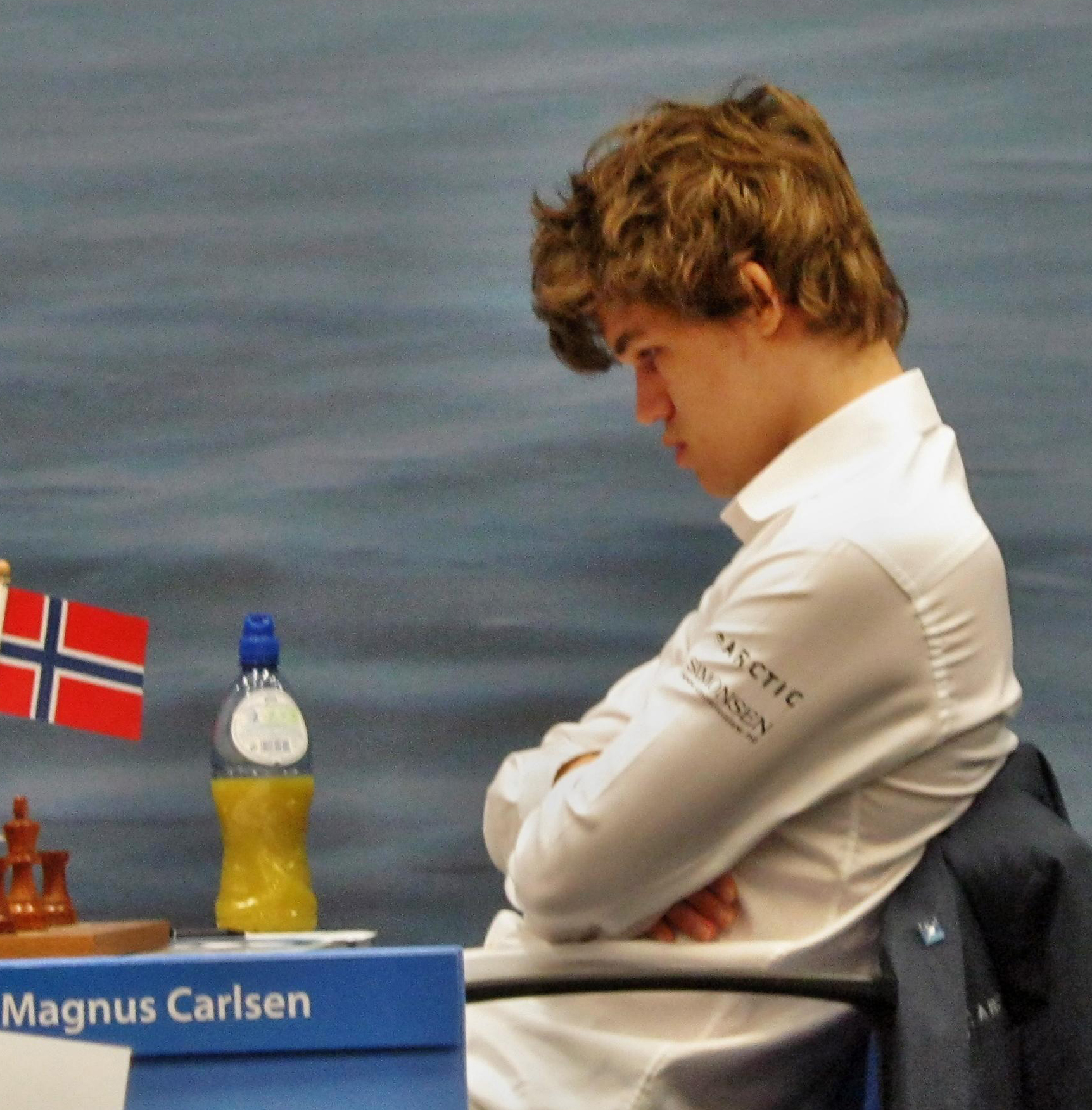
كارلسون في الدورة 47 من بطولة تاتا ستيل 2012.

في الدورة 74 من بطولة تاتا ستيل للشطرنج المقامة بين 14-29 يناير في فايك أن زي، تشارك كارلسن المركز الثاني نتيجة 8/13 خلف أرونيان، ومتعادلا مع راجابوف وكاروانا. هزم كارلسن قاسيموف، أرونيان، غالفند وتوبالوف، لكنه خسر ضد كارياكن. في بطولة الشطرنج الخاطف في ذكرى تال المقامة في موسكو في 7 يونيو، تشارك كارلسن المركز الأول مع موروزيفتش. في الحدث الرئيسي (الفئة 22 بنظام روبن بعشرة لاعبين) فاز كارلسن بمبارتين وتعادل في سبعة، وأكمل البطولة في المركز الأول متقدما على كارونا وراجابوف.
أنهى كارلسون بطولة بيل للأساتذة الكبار بثمانية عشر نقطة، متقدما بنقطة واحدة على وانغ هاو باستخدام نظام التنقيط 3–1–0. وفي بطولة ذكرى تال الملعوبة في بداية 2012، تمكن كارلسن من إنهاء البطولة من دون أي خسارة بأربع انتصارات وست تعادلات (+4−0=6). كما أنه هزم الفائز وانغ في كلا مبارتيهما الفردية. في بطولة الاستعراض الخاطف في بيل قبيل بدء بطولة الأساتذة الكبار، تم إقصاء كارلسن (+1−2=0) في الجولة الأولى بواسطة إتيان باكرو. حرم باكرو كارلسن من انتصارٍ في البطولة الكلاسيكية عبر التعادل معه في الجولة الأخيرة. وكان كارلسن سيفوز بالبطولة بنظام التنقيط التقليدي 1–½–0 بنتيجة 7/10.
أقيم نهائي الغراند سلام للشطرنج بنظام روبن مزدوج بستة لاعبين في ساو باول وبلباو. بدأ كارلسن بخسارة ضد كاروانا لكن بعد ثلاث انتصارات في الجولة الثانية (بلباو) أنهى البطولة متعادلا على المركز الأول مع كاروانا بنتيجة +4−1=5 ومتقدما على أرونيان، كارياكن وأناند. فاز كارلسن بالبطولة بالفوز بكلا مبارتي كسر التعادل ضد كاروانا.
```
شارك كارلسن بين 24-25 نوفبمر في مهرجان الشطرنج الدولي الثاني في 
مدينة مكسيكو
، وكجزء منه لعب كارلسن ضد الجمهور (المسمى «العالم») بالقطع البيضاء وتمكن من الفوز. كما لعب في استعراض الاقصائيات المسمى "Cuadrangular UNAM"، وفاز كارلسون في البداية على 
لازارو بروزون
 1.5-0.5 وتأهل بذلك للنهائي ضد جوديت بولغار (التي فازت بدورها على 
مانويل ليون هويوس
 1.5-0.5). خسر كارلسن المباراة الأولى لكنه فاز في الثانية، وفي مبارتي كسر التعادل هزم بولغار 2-0.
[
141
]
[
142
]
```

فاز كارلسن ببطولة لندن للشطرنج الكلاسيكي في ديسمبر بفضل خمس انتصارات (ضد ماكشاين، أرونيان، غاوين جونز، آدمز وجوديت بولغار) وثلاث تعادلات (ضد كرامنيك، ناكامورا وأناند). كان هذا الفوز هو الفوز الثالث لكارلسون بالبطولة خلال الأعوام الأربعة الماضية، وزاد تصنيفه من 2848 إلى 2861 محطما رقم كاسباروف 2851 الذي صمد لثلاثة عشر سنة. وكان أداؤه في البطولة 2994 أحد أفضل الأداءات في تاريخ البطولة.

### 2013

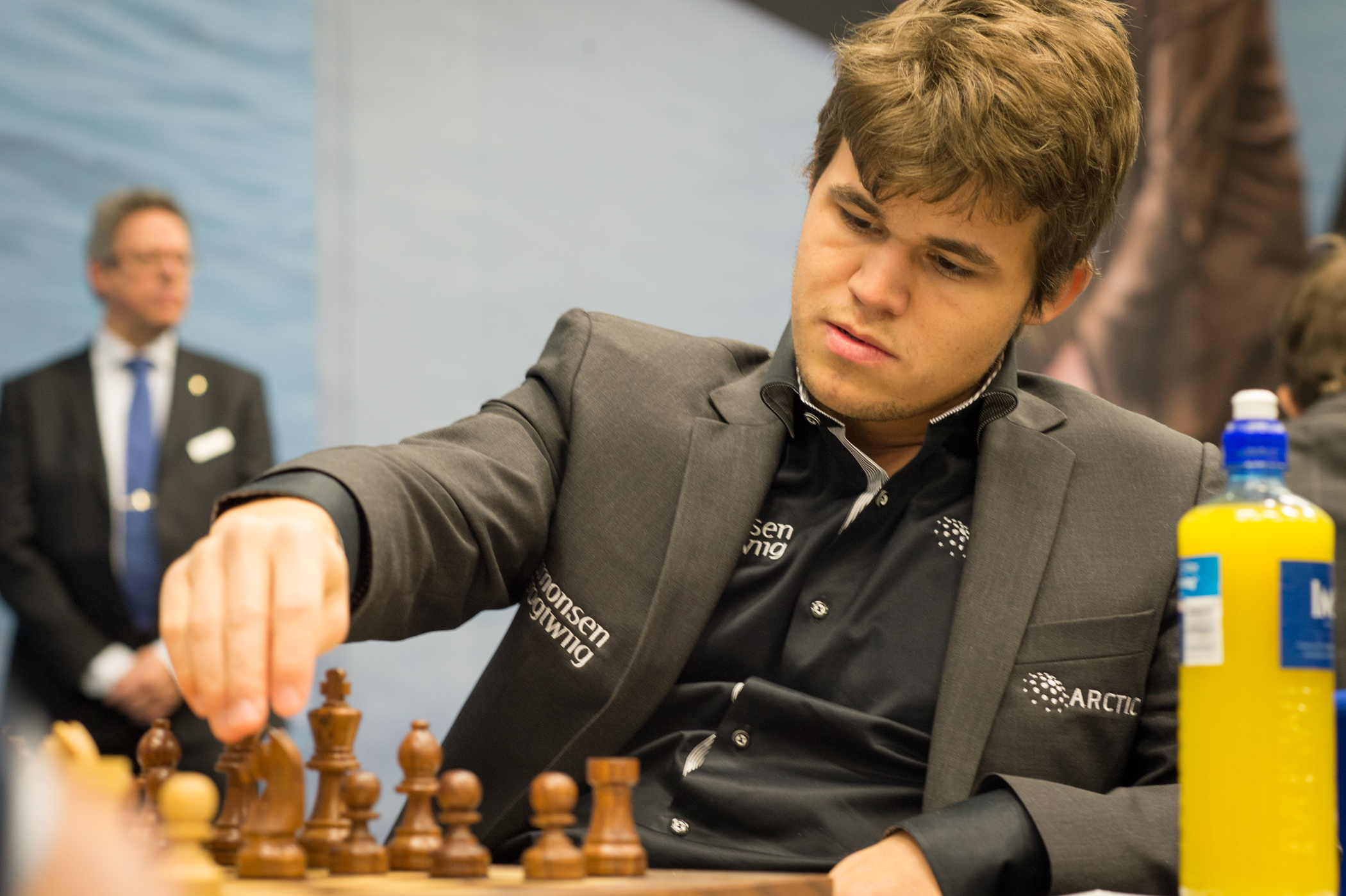
ماغنوس يلعب خلال الجولة السابعة من الدورة 75 لبطولة تاتا ستيل، 2013

لعب كارلسن الدورة 75 من بطولة تاتا ستيل للشطرنج من 11 إلى 27 يناير في فايك أن زي. في الجولة 13 من البطولة أحرز 10 نقاط بتحقيق سبع انتصارات وست تعادلات (+7−0=6) وفاز منفردا بالصدارة بفارق نصف نقطة عن صاحب المركز الثاني أرونيان. في 1 فبراير انضم الأستاذ الكبير الدنماركي بيتر هاين نيلسن لفريق مساعدي كارلسن على التحضير لبطولة المرشحين في مارس. وقبل ذلك كان نيلسن في فريق فيشي أناند.
لعب كارلسن في بطولة المرشحين 2013 التي أقيمت في لندن من 15 مارس إلى 1 أبريل وأنهاها بتنيجة +5−2=7 وفاز بالبطولة عبر شوط كسر التعادل مع فلاديمير كرامنيك. نتيجة لذلك حصل على حق تحدي أناند على لقب بطل العالم. في ماي، لعب كارلسن الدورة الأولى من بطولة النرويج للشطرنج وأنهاها في المركز الثاني بنتيجة 5.5/9 (+3−1=5) بنصف نقطة خلف سيرغي كارياكن.
شارك كارلسن في بطولة ذكرى تال من 12 إلى 23 يونيو وأحرز المركز الثاني بنتيجة 5.5/9 بنصف نقطة خلف بوريس غالفند. وأنهى كارلسن البطولة بثلاث انتصارات وخسارة وحدة وخمس تعادلات، هُزم من قبل كاروانا وهزم أناند، كرامنيك وناكامورا. لاحقا في ذلك الشهر، لعب كارلسن مقابلة ودية من أربع مباريات ضد بوردي بريدوجيفيتش فاز بها بنتيجة 2.5-1.5. في كأس سينكفيلد المقام في سبتمبر، حقق كارلسن المركز الأول بنتيجة 4.5/6 (+3−0=3) متقدما بنقطة على ناكامورا.

#### بطولة العالم للشطرنج 2013
واجه كارلسون أناند في بطولة العالم للشطرنج 2013، المقامة في تشيناي بالهند بين 9 و22 نوفمبر. فاز كارلسن بالمقابلة 6.5-3.5 عبر الفوز بالمباريات الخامسة والسادسة والتاسعة والتعادل في الباقي. وبذلك أصبح كارلسون بطل العالم الجديد في الشطرنج. رغم أن كارلسن كان المتحدي وكان أقل خبرة من أناند، لكنه تمكن من التعامل مع الضغط بسهولة. وحقق الفوز الأول في المباراة الخامسة عبر استغلال خطأ بسيط من قبل أناند، ثم فاز بالمبارتين السادسة والتاسعة، وجعله ذلك بطل العالم السادس عشر المسلم به.

### 2014
من 29 يناير حتى 4 فبراير، لعب كارلسن في تحدي زيورخ للشطرنج، وفاز بدورة الشطرنج الخاطف (+2−1=2) ودورة الشطرنج الكلاسيكي (+3−0=2). لكن أدائه كان أسوء في دورة الشطرنج السريع (+1−2=2) التي حُسبت في الترتيب الإجمالي العام للبطولة، لكنه رغم ذلك حافظ على التقدم بشكل كافٍ سمح له بالفوز بالبطولة. كان لاعبوا البطولة الآخرين: ليفون أرونيان، هيكاروناكامورا، فابيانو كاروانا، بوريس غالفند وفيشي أناند. في 22 مارس لعب كارلسن مباراة لصالح ناديه ستافنجر في مقابلة الفريق النهائية للترويج للدوري النرويجي الممتاز. فوزه ضد فلاديمير جورجييف ساعد فريقه في الفوز على فريق نوردستراند بنتيجة 3.5-2.5.
فاز كارلسن ببطولة ذكرى قاسيموف في شامكير بأذربيجان الملعوبة من 20 إلى 30 أبريل. لعب كارلسون في المجموعة أ إلى جانب، كاروانا، ناكامورا، كارياكن، شخريار ماميدياروف وراجابوف، وبدأ البطولة بانتصارين متتاليين ضد مامدياروف وناكامورا. بعد ذلك تعادل مع كارياكين ليخسر مبارتين متتاليتين للمرة الأولى لمدة أربع أعوام ضد كاروانا بالأسود وضد راجابوف بالأبيض . في النصف الثاني من البطولة أحرز كارلسون 4/5 هازما مامدياروف وناكامورا مجددا، وضمن الفوز بالبطولة عبر هزيمة كاروانا في الجولة الأخيرة منهيا البطولة بنتيجة +5−2=3.

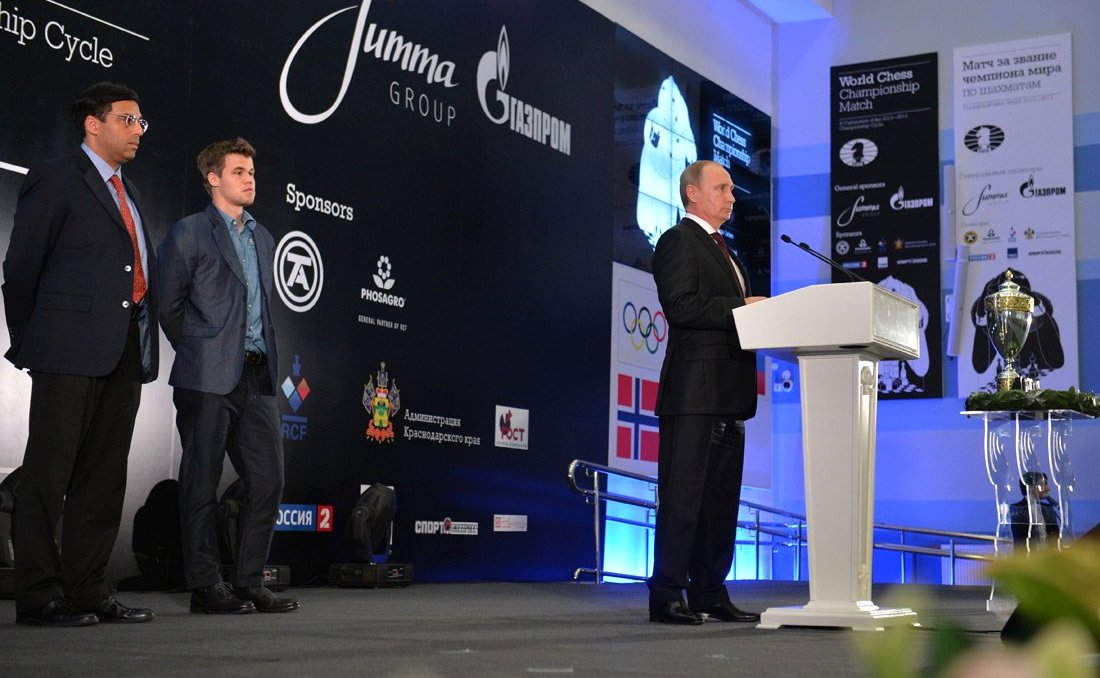
كارلسن على المنصة في الحفل الختامي لبطولة العالم للشطرنج 2014 في سوتشي، بروسيا. فيشي أناند وفلاديمير بوتين في الصورة أيضًا.

في 8 مايو لعب كارلسون مباراة استعراضية في مدينة أوسلو ضد سكان النرويج يساعدهم مجموعة من الأساتذة الكبار تتكون من سيمن أجدستاين، جون لودفيغ همر وليف إيرليند جوهانسن. بحيث يقترح كل عضو من المجموعة نقلة ويمكن للجمهور النرويجي بعدها التصويت على النقلات المقترحة. كل عضو من المجموعة كان مسموحا له ثلاث مرات فقط بترك محرك الشطرنج هوديني يقترح نقلة أثناء المباراة. كانت نقلات النرويج تُلعب بواسطة أودفار برا الذي تم تمييزه عن البقية بارتدائه بدلة إسباندكس حمراء في هذه المناسبة. انتهت المباراة بالتعادل حين فرض كارلسن بكشا أبديا.
من 2 إلى 13 يونيو، لعب كارلسن في الإصدار الثاني من شطرنج النرويج وهي بطولة بنظام دورة روبن بعشرة لاعبين. وحقق المركز الثاني بنتيجة 5.5/9 متخلفا بنقطة عن الفائز سيرغي كارياكن. اللاعبون الآخرون في هذا الحدث كانوا: أرونيان، كاروانا، توبالوف، سفيدلر، كرامنيك، غريشك، أنيش غيري وأدجستين.
فاز كارلسن ببطولة الاتحاد الدولي العالمية للشطرنج السريع المقامة في دبي من 16 حتى 19 يونيو. وفاز ببطولة العالم للشطرنج الخاطف بيوم بعدها ليصبح أول لاعب في التاريخ يحقق بطولات العالم الثلاثة التي ينظمها الاتحاد الدولي للشطرنج بضوابط الوقت الكلاسيكي، السريع والخاطف.
لعب كارلسن تسع مباريات في الدورة 41 من أولمبياد الشطرنج، محرزا خمس انتصارات، تعادلين وخسارتين (ضد أركاديج نايديتش وإيفان شاريتش). جاء كارلسون في المركز الثاني خلف فابيانو كاروانا في كأس سينكفيلد، وهي بطولة بنظام روبن مزدوج من ستة لاعبين أقيمت من 27 أغسطس حتى 7 سبتمبر. أعلن عليها بأنها أقوى بطولة شطرنج على الإطلاق، واللاعبون الأربعة الباقون هم: ليفون أرونيان، هيكارو ناكامورا، فيسيلين توبالوف وماكسيم فاشي لاغراف. خسر كارلسن في الجولة الثالثة ضد كاروانا لكنه هزم أرونيان وناكامورا في الجولتين الخامسة والسابعة على التوالي، وأنهى البطولة بنتيجة 5.5/10 (+2–1=7) بثلاث نقاط خلف كاروانا.

### بطولة العالم للشطرنج 2014
واجه كارلسن أناند في مقابلة على لقب بطل العالم للشطرنج 2014. تأهل أناند عبر الفوز ببطولة المرشحين 2014. وأقيمت المقابلة بين 7 و 23 نوفمبر في سوتشي بروسيا، بعد 11 مباراة من المباريات الإثنا عشر المقررة كان كارلسن متقدما 6.5-4.5 وبذلك دافع على لقبه كبطل للعالم.

### 2015
في يناير، فاز كارلسون بالدورة 77 من بطولة تاتا ستيل للشطرنج التي لُعبت في فايك أن زي بين 9-25 يناير. بدأ كارلسن بداية محتشمة بتعادلين وخسارة في الجولة الثالثة ضد رادوسلاو فوجتاسيك، وتركه هذا في المركز العاشر بين أربعة عشر لاعبا. لكن سلسلة من ست انتصارات متتالية دفعت كارلسن إلى الصدارة منفردا. كان التعادل في المباريات الأربع الأخيرة كافيا للفوز بالبطولة بتسع نقاط من أصل ثلاثة عشر، متقدما بنصف نقطة على أنيش غيري، ماكسيم فاشي لاغراف، ويسلي سو ودينغ ليرين.
في فبراير، فاز كارلسن بالدورة الثالية من بطولة غرينك للشطرنج الكلاسيكي بعد خمس مباريات كسر تعادل مع أركاديج نايديتش، وذلك عقب تعادلهما على المركز الأول بنتيجة 4.5/7. فاز كارلسن على مايكل آدمز وفيشي أناند ودافيد باراميدزه وخسر ضد نايديتش في مباراتهما الكلاسيكية. الفوز بهذه البطولة يعني أن كارلسن استهل العام بالفوز ببطولتين من أصل اثنتين. واصل كارلسن إنجازه في أبريل بالفوز ببطولة شمكير للشطرنج بنتيجة 7/9 (+5–0=4) هازما مامادياروف وكاروانا وفاشي لاغراف وكرامنيك ورؤف مامديوف بأداء قدره 2983، وكانت هذه أفضل ثالث نتيجة بطولة لكارلسن على الإطلاق خلف بطولة نانجينغ 2009 (بأداء 3002) ولندن 2012 (بأداء 2994).

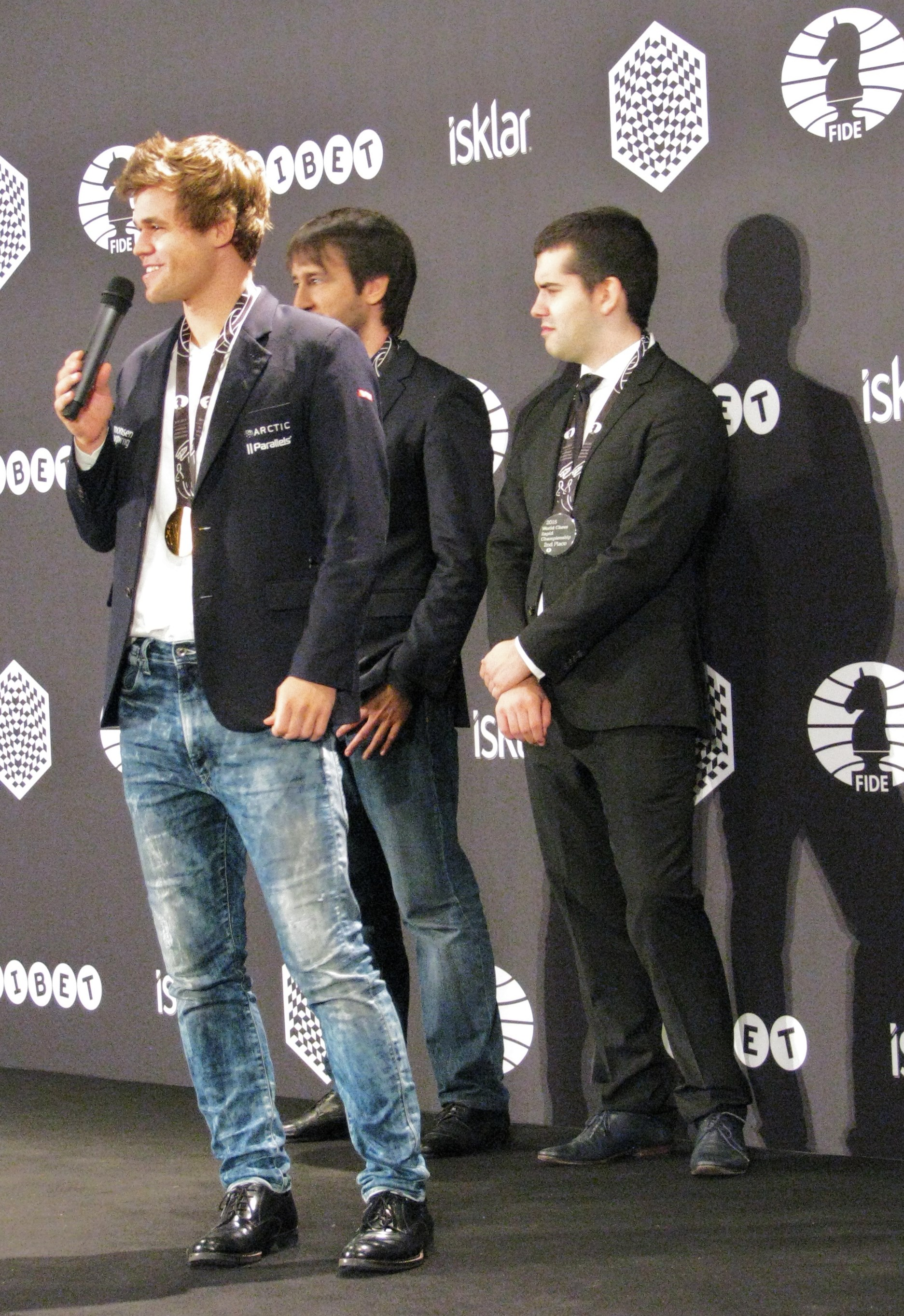
كارلسن في حفل توزيع جوائز بطولة العالم للشطرنج السريع الخاصة بالاتحاد الدولي، 2015.

أحرز كارلسن نتيجة محتشمة في الدورة الثالثة من شطرنج النرويج المُقامة بين 15-26 يونيو. في الجولة الأولى حصل على وضعية رابحة ضد توبالوف بعد الضغط في نهاية لعب طويلة، ليخسر بالوقت بعد اعتقاده خطئا أنه سيحصل على 15 دقيقة إضافية بعد النقلة 60. بعد ذلك تغلب عليه كاروانا في الجولة الثانية، وأضاع فوزا ضد أنيش غيري في الجولة الثالثة وخسر أمام أناند في الجولة الرابعة. ليعود بعدها ويفوز ضد غريشك في الجولة الخامسة ويتعادل ضد ناكامورا وفاشي لاغرافي في الجولتين السادسة والسابعة، ويفوز على أرونيان في الجولة الثامنة لكنه خسر الجولة الأخيرة ضد جون لودفيك هامر، وتركته هذه النتائج في المركز السابع بأداء قدره 2693. قال كارلسن عن هذه النتيجة:«من المحبط للغاية عدم القدرة على إظهار أي شيء قريب مما أنا قادر عليه في بلدي».
من 22 أغسطس حتى 3 سبتمبر، لعب كارلسن كأس سينكفيلد 2015. وأنهاه في المركز الثاني بنتيجة 5/9 (+3–2=4) متخلفا بنقطة عن الفائز ليفون أرونيان، حيث هزم بطل النسخة الماضية فابيانو كاروانا وكذلك ماكسيم فاشي لاغراف والمشارك ببطاقة دعوة ويسلي سو، لكنه خسر أمام فيسيلين توبالوف وألكسندر غريشك.
في أكتوبر، نجح كارلسن في الدفاع عن لقبه في بطولة العالم للشطرنج السريع المقامة في برلين، وأصبح أول بطل عالم في الشطرنج السريع يحافظ على لقبه في العام الموالي، بنتيجة +8–0=7. وبلغ أعلى تصنيف في الشطرنج السريع بالتاريخ بعد هذه البطولة وكان في ذلك الوقت المصنف رقم واحد عالميا في جميع التصنيفات الثلاثة في آن واحد. لكنه خسر المركز الأول في الشطرنج الخاطف بعد أسبوع محتشم في بطولة العالم للشطرنج الخاطف ولم يتمكن من الحفاظ على لقب الشطرنج الخاطف الذي خسره لصالح ألكسندر غريشك.
في نوفمبر، شارك كارلسن في البطولة الأوروبية للفرق مع فريق النرويج، وبدأ بشكل محتشم محرزا نصف نقطة من أصل ثلاث بعد أن خسر ضد أرونيان وتعادل مع سوني بيرغ هانسن، وخسر كذلك مع يانيك بيلتييه بسبب خطأ فادح. مع ذلك أنهى البطولة بقوة بإحراز انتصارات ضد بيتر ليكو ورادوسلاو فوجتاسيك -هذا الأخير خسر ضده سابقا في بطولة تاتا ستيل- لكن أداءه لم يكن كافيا ليحصل فريقه على ميدالية وخسر 16 نقطة تصنيف خلال تلك البطولة.
بين 4-13 ديسمبر، شارك كارلسن في الدورة الأخيرة من جولة الشطرنج الكبيرة، وهي بطولة لندن الكلاسيكية. أحرز 5.5/9 (+2–0=7) في هذه البطولة حيث هزم ناكامورا (الخسارة 12 في الشطرنج الكلاسيكي لناكامورا ضد كارلسن) وغريشك، وأنهاها في المركز الأول مشتركا مع أنيش غيري وماكسيم فاشي لاغارف. في جولة كسر تعادلٍ ثلاثية كان كارلسن المصنف الأفضل وذلك يعني أنه سيواجه الفائز من شوط كسر التعادل بين أنيش وماكسيم. في النهاية فاز كارلسن على ماكسيم، وذلك يعني أنه فاز بجولة الشطرنج الكبير في المجمل. شارك كارلسن في الدورة الثانية من بطولة قطر للأساتذة المفتوحة التي أقيمت بين 20-29 ديسمبر وأنهاها متشاركا المركز الأول بنتيجة 7/9 (+5–0=4) ثم هزم يو يانغيي في كسر التعادل ليفوز بالبطولة.

### 2016
شارك كارلسن بين 15-31 يناير في الدورة 78 من بطولة تاتا ستيل للشطرنج المقامة في فايك أن زي. فاز كارلسن بالبطولة بإحراز تسع نقاط من أصل ثلاثة عشر (+5–0=8) بأداء 2880، متقدما بنقطة على الوصيف فابيانو كاروانا. من 18 حتى 30 أبريل لعب كارلسن الدورة الرابعة من بطولة النرويج وأنهاها في المركز الأول بنتيجة 6/9 (+4–1=4) متقدما بنصف نقطة على ليفون أرونيان ومتقدما بنقطة كاملة على فلاديمير كرامنيك، فيسيلين توبالوف، وماكسيم فاشي لاغراف. كان هذا أول فوز لكارلسن ببطولة النرويج.
من 17 حتى 20 يونيو، لعب كارلسن في دورة لوفين من جولة الشطرنج الكبيرة. وحقق المركز الأول في الشطرنج السريع من البطولة بنتيجة 12/18 (+5–2=2، نقطتان للفوز) وكذلك المركز الأول في الشطرنج الخاطف بنتيجة 11/18 (+7–3=8) ليحتل المركز الأول إجمالا بنتيجة 23/36، متقدما بنقطتين ونصف عن الوصيف ويسلي سو. في يوليو، فاز كارلسن بالدورة التاسعة لنهائي بطولة بلباو للماسترز، محرزا 17 نقطة من عشر مباريات (+4–1=5 الفوز بثلاث نقاط والتعادل بنقطة). خسارته الوحيدة كانت ضد هيكارو ناكامورا، الذي قبل هذا الانتصار لم يفز على كارلسن من قبل. أثناء هذه البطولة كذلك أحرز كارلسن أول انتصار له في مباراة كلاسيكية ضد أنيش غيري.
لعب كارلسن في بطولة معركة الشطرنج الخاطف للأساتذة الكبار الخاصة بموقع Chess.com، حيث هزم تيجران ل. بيتروسيان 21 مقابل 4 في الجولة الأولى وهزم ألكسندر غريشك 16 مقابل 8 في نصف النهائي. وفي 27 أكتوبر واجه ناكامورا في النهائي ولعبا الشطرنج الخاطف وشطرنج الطلقة لمدة ثلاث ساعات، تمكن خلالها كارلسن من هزيمة ناكامورا بنتيجة 14.5 مقابل 10.5 ليصبح أول بطل لبطولة معركة الشطرنج الخاطف للأساتذة الكبار الخاصة بهذا الموقع.
لعب كارلسن 10 مباريات في دورة أولمبياد الشطرنج 42، محرزا خمس انتصارات وخمس تعادلات، واحتل الفريق النرويجي المركز الخامس بين 180 فريقا في ذلك الحدث المفتوح. لعب كارلسن بين 26-30 ديسمبر بطولتي العالم للشطرنج السريع والخاطف التي أقيمت في الدوحة بقطر، وأحرز 11/15 في البطولة السريعة وأنهاها في المركز الثالث عقب كسر التعادل خلف إيفانتشوك وغريشك. وفي البطولة الخاطفة أحرز 16.5/21 وأنهاها في المركز الثاني بعد كسر التعادل خلف كارياكن، بفارق نقطتين عن باقي المشتركين.

#### بطولة العالم للشطرنج 2016
واجه كارلسن سيرغي كارياكن في بطولة العالم للشطرنج 2016 في مدينة نيويورك التي أقيمت بين 11 و28 نوفمبر، وهي مقابلة كلاسيكية من 12 مباراة انتهت بالتعادل 6-6. بدأت المقابلة بستة تعادلات متتالية، وتمكن كارياكن من الفوز في المباراة الثامنة بعد أن بالغ كارلسن في الضغط، لكن كارلسن عادل النتيجة بفوزه بالمباراة العاشرة من المقابلة، وتعادلا في المبارتين الأخيرتين. في مباريات كسر التعادل المقامة يوم 30 نوفمبر، وهو عيد ميلاد كارلسن الـ26 تمكن كارلسن من الفوز بالمبارتين الثالثة والرابعة بعد أن تعادلا في الأولى والثانية محققا نتيجة 3-1 ومحافظا على لقبه كبطل للعالم.

### 2017
في يناير، شارك كارلسن في الدورة 79 من بطولة تاتا ستيل للشطرنج، وبدأ بداية جيدة محرزا فوزين وأربع تعادلات في المباريات الست الأولى، لكنه فوّت إماتة من ثلاث نقلات ضد أنيش غيري، والتي وصفها غيري «باللحظة الأكثر إحراجا في مسيرة كارلسن». بعد ذلك خسر كارلسن في الجولة الثامنة ضد ريتشارد ربورت وفي النهاية أحرز نتيجة 8/13 (+4–1=8) محققا المركز الثاني متخلفا بنقطة عن ويسلي سو. نافس كارلسن بين 13-22 أبريل في الدورة الرابعة من بطولة غرينك للشطرنج الكلاسيكي، وأنهاها متشاركا المركز الثاني مع فابيانوا كارونا، رغم أنه خسر كسر التعادل ونال المركز الثالث بنتيجة 4/7 (+1–0=6). كان الفائز بهذه البطولة هو ليفون أرونيان بنتيجة 5.5/7 (+4–0=3). وكنتيجة لذلك انخفض تصنيف الاتحاد الدولي الخاص بكارلسن إلى 1832، وهو أخفض تصنيف له منذ 2011 (2826).
شارك كارلسن في الدورة الخامسة من شطرنج النرويج بين 6-16 يونيو وكان أداؤه محتشما بتصنيف قدره 2755، وهو أصغر أداء منذ 2015 (2670 في بطولة الشطرنج الأوروبية للفرق). في نهاية البطولة نال المركز التاسع في بنتيجة 4/9 محرزا فوزا يتيما ضد كارياكن وخسارتين ضد أرونيان وكرامنيك. كان أرونيان هو الفائز بالبطولة بنتيجة 6/9 بثلاث انتصارات وست تعادلات.

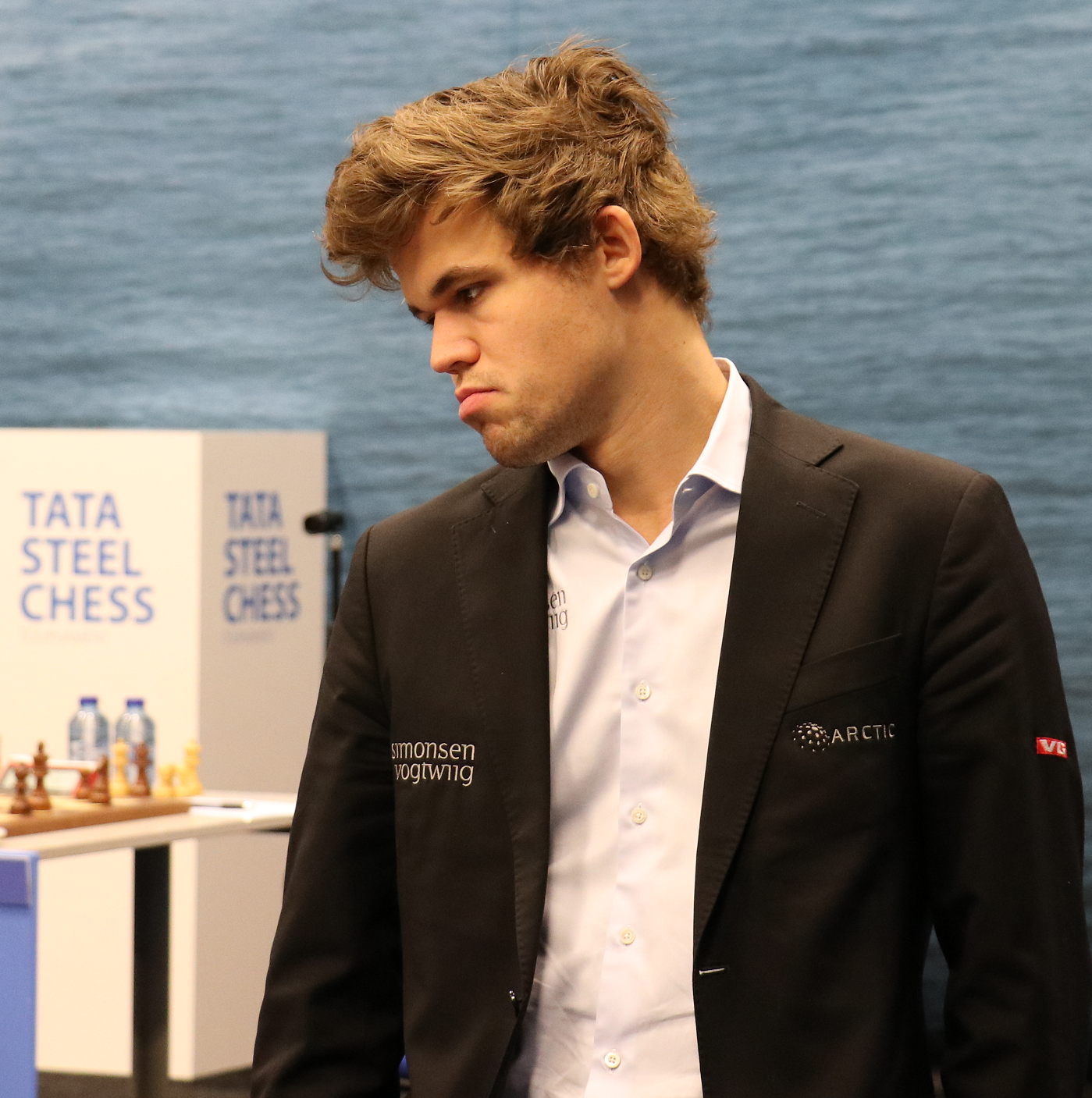
كارلسن في الدورة 79 من بطولة تاتا ستيل للشطرنج، 29 يناير 2017.

لعب كارلسن في دورة باريس من جولة الشطرنج الكبيرة 2017 التي أقيمت بين 21-25 يونيو، وأنهاها بالمركز الأول في الجزء السريع من البطولة بنتيجة 14/18 (+5–0=4، نقطتان لكل انتصار) والخامس في الجزء الخاطف بنتيجة 10/18 (+8–6=4) ليتشارك المركز الأول إجمالا مع ماكسيم فاشي لاغراف. بعد ذلك هزم كارلسن فاشيه لاغراف في كسر التعادل وفاز بالبطولة. من 28 يونيو حتى 2 يوليو شارك كارلسن في دورة لوفين من جولة الشطرنج الكبيرة وفاز بهذه البطولة بإقناع محرزا 11/18 (+3–1=5، نقطتين لكل فوز) في الجزء السريع و14.5/18 (+12–1=5) في الجزء الخاطف وكانت النتيجة الإجمالية 25.5/36 متقدما بثلاث نقاط على الوصيف ويسلي سو. كان أداء كارلسن في الجزء الخاطف من هذه البطولة 3018، وهو الأداء الذي وصفه غاري كاسباروف «بالإستثنائي». فضلا عن ذلك، كتب ليونارد باردن في صحيفة الغاردين قائلا أن هذا الأداء لم يكن له نظير سوى أداء بوبي فيشر 19/22 في بطولة العالم للشطرنج الخاطف 1970.
نافس كارلسن بين 2-11 أغسطس في كأس سينكفيلد، وهو أول بطولة كلاسيكية من جولة الشطرنج الكبيرة. وأنهاه متشاركا المركز الثاني مع أناند محرزا 5.5/9 (+3–1=5). أحرز ثلاث انتصارات ضد كارياكن، ويسلي سو، وأرونيان وخسارته اليتيمة كانت ضد فاشي لاغراف الذي فاز بالبطولة بنتيجة 6/9 (+3–0=6). تركت هذه النتيجة كارلسن في المركز الأول في تصنيف جولة الشطرنج الكبيرة بـ34 نقطة متقدما بثلاث نقاط على صاحب المركز الثاني فاشي لاغارف.
في سبتمبر، شارك كارلسن في كأس العالم للشطرنج 2017. وكانت مشاركته في هذا الحدث غريبة لأن كأس العالم يُنظم كجزء من دورة لتحدي بطل العالم في 2018. وهزم في الجولة الأولى أولوافيمي بولوغان (+2–0=0) ليتأهل للجولة الثانية حيث هزم ألكسي درييف (+2–0=0). لكنه هُزم في الجولة الثالثة من قبل بو زانزاي (+0–1=1) وأقصي من البطولة. في 1 أكتوبر، فاز كارلسن ببطولة جزيرة الرجل المفتوحة المقامة بين 23 سبتمبر و1 أكتوبر حيث أحرز 7.5/9 (+6–0=3) متقدما بنصف نقطة عن ناكامورا وأناند بأدء قدره 2903، وكان هذا أول فوز لكارلسون ببطولة كلاسيكية منذ 435 يوما. بين 9-14 نوفمبر واجه كارلسن دينغ ليرين في مواجهة الأبطال الحاسمة وهي مقابلة تتكون من عشر مباريات سريعة وعشرة خاطفة استضافها نادي سانت لويس. فاز كارلسن بإحراز 22-8 (+16–2=12).
من 1 حتى 11 ديسمبر، نافس كارلسن في بطولة لندن للشطرنج الكلاسيكي 2017، وهي الحدث الأخير من جولة الشطرنج الكبيرة 2017. وأنهاها في المركز الخامس محرزا 5/9 (+2–1=6)، وفيها تشارك كاروانا المركز الأول مع نيبومنياتشي بنتيجة 6/9 (+3–0=6) وفاز بالبطولة بعد هزيمة نيبومنياتشي 2.5-1.5 في كسر التعادل الخاطف. نتيجة كارلسن منحته سبع نقاط إضافية في تصنيف جولة الشطرنج الكبيرة، وهو الأمر الذي كان كافيا لتتويجه بطلا لجولة الشطرنج الكبيرة 2017.
بين 26-30 ديسمبر، لعب كارلسن في بطولتي العالم للشطرنج السريع والخاطف المقامتين في الرياض بالمملكة العربية السعودية. وحقق المركز الخامس في بطولة الشطرنج السريع بنتيجة 10/15 (+8–3=4) حيث تشارك أناند المركز الأول مع فلاديمير فيدوسييف بنتيجة 10.5/15 وفاز أناند بالبطولة بعد هزيمة فيدوسييف في كسر التعادل. فاز كارلسن ببطولة الشطرنج الخاطف بنتيجة 16/21 (+13–2=6) متقدما بنقطة ونصف على أقرب منافسيه كارياكين وأناند. وكان هذا ثالث لقب بطولة العالم للشطرنج الخاطف الذي يفوز به كارلسن.

### 2018

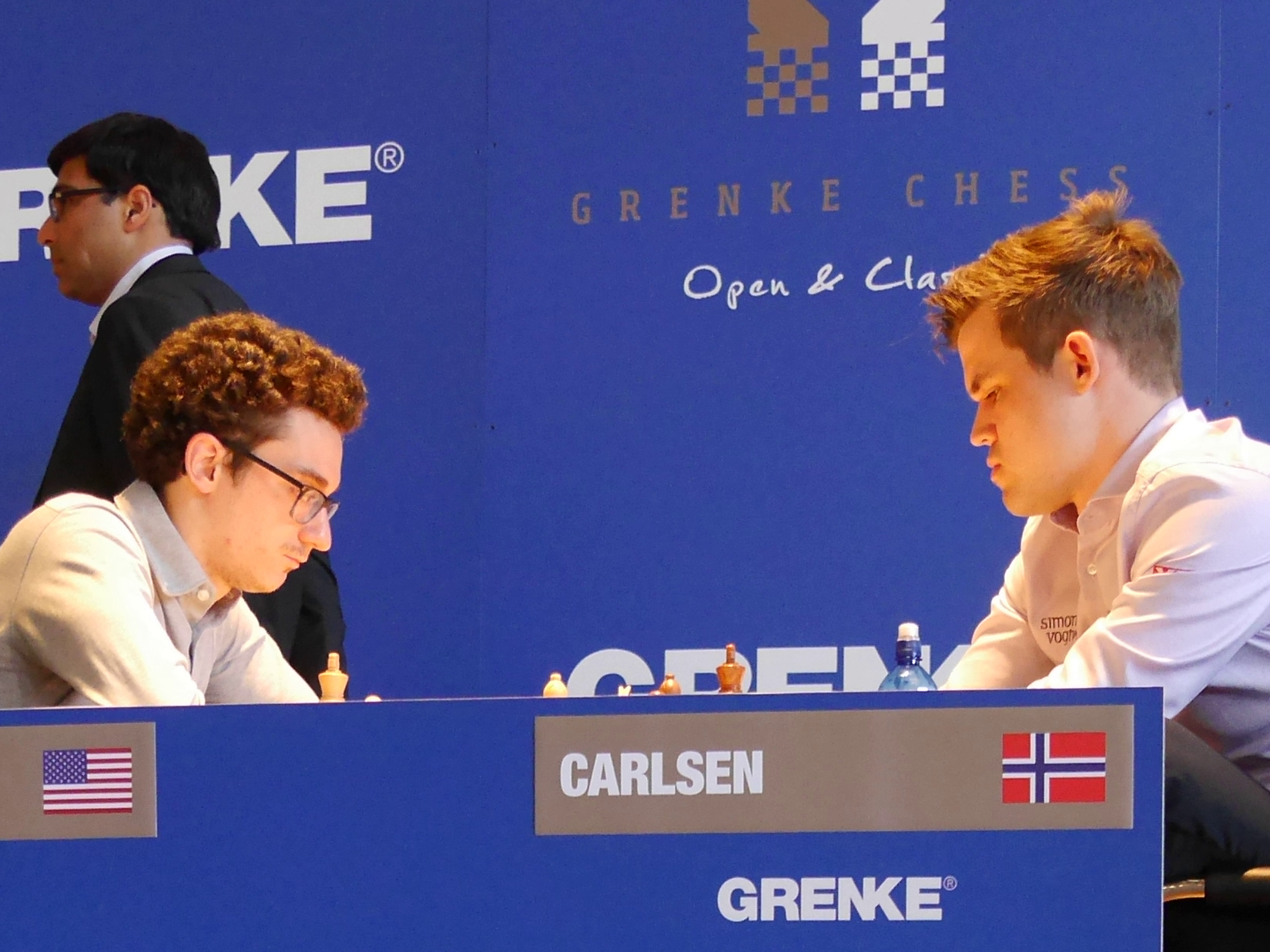
كارلسن يواجه كاروانا في الدورة الخامسة من بطولة غرينك للشطرنج الكلاسيكي، 31 مارس 2018.

من أكتوبر 2018 حتى يناير 2018، لعب كارلسن الدورة الثانية من بطولة شطرنج السرعة الخاصة بموقع Chess.com. وهزم غدير غوسينوف 20.5-5.5 ثم ويسلي سو 27.5-9.5 ثم ألكسندر غريشك 15.5-10.5. وفي النهائي بتاريخ 3 يناير هزم هيكارو ناكامورا وفاز بالبطولة للمرة الثانية على التوالي. بين 13-28 يناير نافس كارلسن في الدورة 80 من بطولة تاتا ستيل للشطرنج وأنهاها متشاركا المركز الأول مع أنيش غيري بنتيجة 9/13 (+5−0=8). بعد ذلك هزم كارلسن غيري 1.5-0.5 في كسر التعادل الخاطف وفاز بالبطولة محققا إنجازا تاريخا بالفوز بها ست مرات. في فبراير، فاز كارلسن ببطولة شطرنج 960 غير رسمية، هازما ناكامورا بنتيجة 14-10.
لعب كارلسن الدورة الخامسة من بطولة غرينك للشطرنج الكلاسيكي المقامة بين 31 مارس و9 أبريل، وجاء في المركز الثاني بنتيجة 5.5/9 بفوزين وسبع تعادلات. فاز كاروانا بالبطولة بنتيجة 6.5/9 محققا أربع انتصارات وخمس تعادلات. فاز كارلسن بالدورة الخامسة من بطولة شمكير للشطرنج المقامة بين 18-28 أبريل، حيث أنهاها في الصدارة منفردا بنتيجة 6/9 (+3–0=6). ومن 28 مايو حتى 7 يونيو نافس كارلسن في الدورة السادسة من بطولة النرويج للشطرنج، واحتل المركز الثاني بنتيجة 4.5/8 (+2–1=5) متخلفا بنصف نقطة عن الفائز فابيانو كاروانا. وفيها هزم كاروانا وأرونيان في الجولتين الأولى والثالثة على التوالي، وخسر ضد سو في الجولة السادسة.
شارك كارلسن في الدورة 51 من بطولة بيل للأساتذة الكبار المقامة بين 23 يوليو و1 أغسطس. وأنهاها في المركز الثاني بنتيجة 6/10 (+3–1=6) متخلفا بنقطة ونصف عن الفائز مامدياروف. في أغسطس، نافس كارلسن في الدورة السادسة من كأس سينكفيلد وتعادل على المركز الأول مع كاروانا وأرونيان بنتيجة 5.5/9 (+2–0=7) وفاز باللقب بشكل مشترك بعد أن وافق الثلاثي على تشارك اللقب. مثل كارلسن نادي فاليرينجا للشطرنج في الدورة 34 من كأس الأندية الأوروبية للشطرنج المقامة في أكتوبر وأحرز 3.5/6 (+1–0=5) وأنهى فريقه البطولة في المركز الخامس. بين 26-30 ديسمبر لعب كارلسن بطولتي العالم للشطرنج السريع والخاطف 2018 المقامة في سانت بطرسبرغ بروسيا. وخسر مبارياته الثلاثة الأولى من أصل ثمانية مباريات في الشطرنج السريع، منها اثنتان ضد خصوم تصنيفهم منخفض بشكل معتبر ورغم تعافيه القوي من الخسارة لم يكن قادرا على الحصول على ميدالية وحصل على المركز الخامس بنتيجة 10.5/15 (+9–3=3). في الشطرنج الخاطف تمكن من الدفاع عن لقبه، من دون هزيمة محققا انفرادا في الصدارة بنتيجة 17/21 (+13–0=8).

#### بطولة العالم للشطرنج 2018
واجه كارلسن فابيانو كاروانا في بطولة العالم للشطرنج 2018 المقامة في لندن. وهي مقابلة من 12 مبارات نظمها الاتحاد الدولي للشطرنج بين 9-28 نوفمبر. تعادل اللاعبان في جميع المباريات الإثني عشر الكلاسيكية، وحافظ كارلسن على لقبه بهزيمة كاروانا 3-0 في مباريات كسر التعادل السريعة. وقال كارلسن عن المباراة السريعة الأولى أنها «حاسمة» وأنه شعر «الهدوء التام» بعد الفوز بها.

### 2019
شارك كارلسن في الدورة 81 من بطولة تاتا ستيل للشطرنج المقامة بين 12-17 يناير وفاز بالبطولة بنتيجة 9/13 (+5−0=8) متقدما بنصف نقطة على أنيش غيري ومعززا رقمه القياسي في الفوز بالبطولة إلى سبع مرات. شارك كارلسن في الدورة السادسة من بطولة شمكير التي أقيمت بين 31 مارس و9 أبريل، وحقق انفرادا في الصدارة بنتيجة 7/9 (+5−0=4) متقدما بنقطتين عن الوصيف دينغ ليرين بأداء قدره 2991. قال كارلسن في الحفل الاختتامي لهذه البطولة «أنها كانت أحد أفضل البطولات التي لعبها على الإطلاق، سواء من ناحية الأداء أو حتى جودة المباريات». لاحقا في أبريل، فاز كارلسن بالدورة السادسة من بطولة غرينك للشطرنج الكلاسيكي. تفرد بالمركز الأول بنتيجة 7.5/9 (+6–0=3) رافعا تصنيفه إلى 2875. في بداية مايو، فاز كارلسون بالدورة الأولى من جولة الشطرنج الكبيرة المقامة في ساحل العاج بجزئيها السريع والخاطف بنتيجة 26.5/36. وفي أواخر مايو فاز كارلسن ببطولته السادسة على التوالي بفوزه ببطولة دير ليندورز لنجوم الشطرنج. وكانت هذه البطولة سريعة بنظام دورة روبن مزدوج شارك فيها أربع لاعبين هم أناند، دينغ، وكارياكين. أحرز كارلسن نتيجة 3.5/6 (+1–0=5).

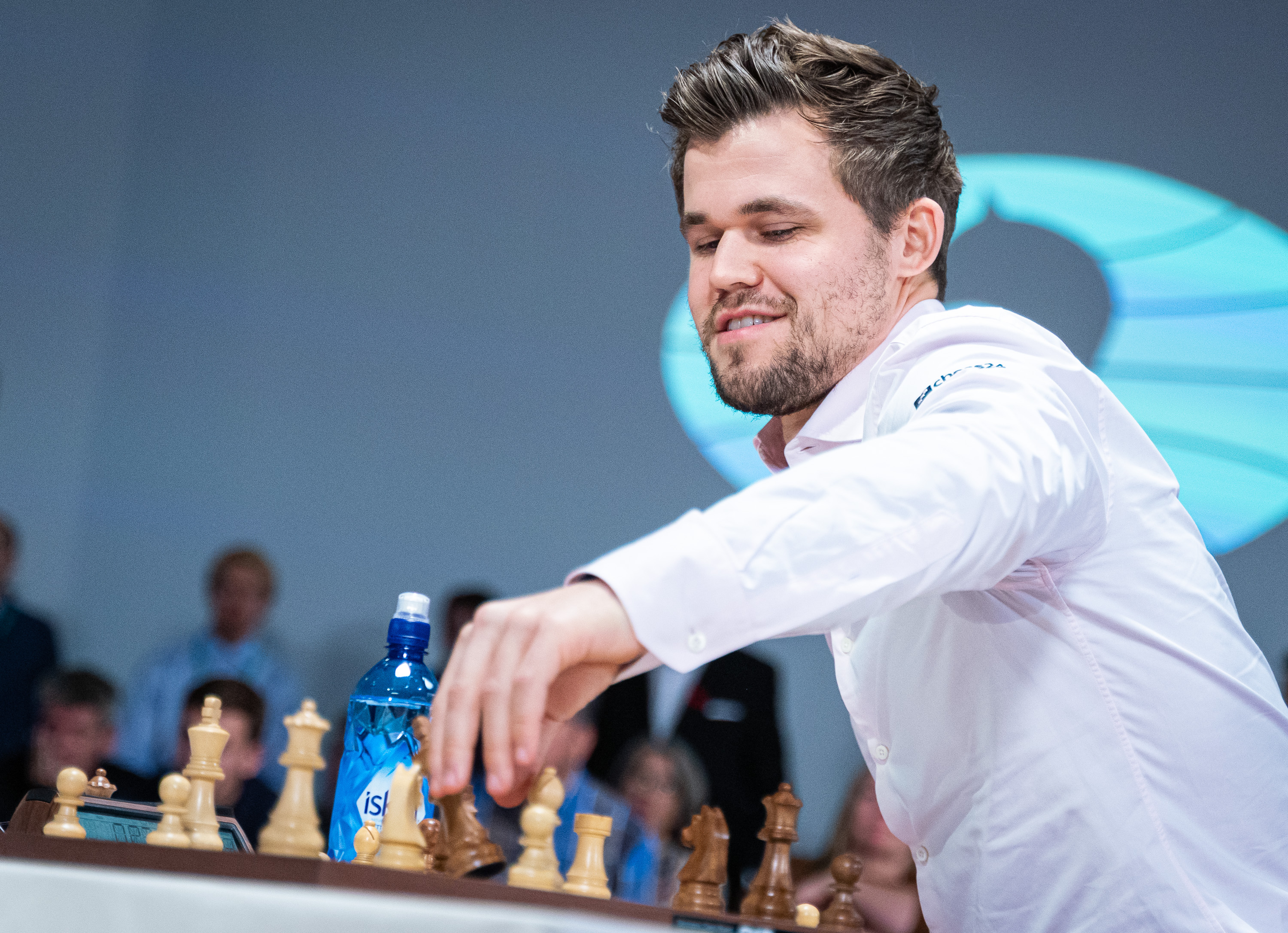
كارلسن في بطولة العالم لشطرنج 960 التي نظمها الاتحاد الدولي، 2019

في يونيو، فاز كارلسن بالدورة السابعة من بطولة النرويج بنتيجة 13.5/18 وأنهاها متقدما بثلاث نقاط عن أقرب منافسيه. من 26 يونيو حتى 7 يوليو شارك كارلسن في الدورة الثانية من جولة الشطرنج الكبيرة المقامة في زغرب بكرواتيا، ونال المركز الأول منفردا بنتيجة 8/11 (+5–0=6)، وحسن تصنيفه إلى 2882 معادلا أعلى تصنيف بلغه سابقا في 2014. وكانت هذه البطولة الثامنة على التوالي التي يفوز بها كارلسن.
بين 10-14 أغسطس، شارك كارلسن في الساق الرابعة من جولة الشطرنج الكبيرة 2019 في سانت لويس وكانت نتائجه محتشمة محرزا 8/18 (+3−4=2 نقطتان في الفوز) في الشطرنج السريع و9/18 (+6−6=6) في الشطرنج الخاطف بنتيجة إجمالية 17/36 وضعته في المركز السادس. قال في نهاية الجزء الخاطف:«كل شيء لم يكن على مايرام، ثقتي بنفسي فقدتها منذ فترة طويلة .... في هذه المرحلة لا أهتم وحسب، وأنتظر متى يبدأ الجزء الكلاسيكي.» في الساق الخامسة من جولة الشطرنج وهي الدورة السابعة من كأس سينكفيلد التي كانت كلاسيكية، فاز كارلسن بالمبارتين الأخيرتين ليتعادل على المركز الأول مع دينغ بنتيجة 6.5/11 (+2–0=9)، لكنه خسر كسر التعادل 3-1 بالتعادل في كلا المبارتين السريعتين وخسارة مبارتين خاطفتين على التوالي.
في بطولة السويس الكبيرة 2019 التي نظمها الاتحاد الدولي في جزيرة الرجل، احتل كارلسن المركز السادس بنتيجة 7.5/11 (+4–0=7) ومدد إنجازه في عدم الخسارة في المباريات الكلاسيكية إلى 101 مباراة متفوقا على إنجاز دينغ (100 مباراة). وقد أحرز كارلسن 33 انتصارا و68 تعادلا في هذا الإنجاز.
من 27 أكتوبر حتى 2 نوفمبر لعب كارلسن أول بطولة عالم لشطرنج 960 رسمية ينظمها الاتحاد الدولي، وقد أدرج تلقائيا في جولة النصف نهائي لكونه بطل شطرنج 960 غير الرسمي. تمكن من هزيمة فابيانو كاروانا في النصف النهائي 12.5/7.5، لكنه خسر ضد ويسلي سو في النهائي بنتيجة 13.5-2.5. في أواخر نوفمبر، فاز كارلسن بببطولة تاتا ستيل للشطرنج السريع والخاطف وهي الساق الأخيرة من جولة الشطرنج الكبيرة بنتيجة 27/36. وفي بطولة لندن الكلاسيكية 2019 في ديسمبر -وهي نهائيات جولة الشطرنج الكبيرة- هُزم كارلسن في نصف النهائي من قبل ماكسيم فاشي لاغراف في كسر التعادل 15.5/14.5. لكنه هزم ليفون أرونيان ليحصل على المركز الثالث.
من 26 ديسمبر حتى 28 ديسمبر، شارك كارلسن في بطولة العالم للشطرنج السريع 2019 التي فاز بها بنتيجة 11.5/15 (+8-0=7) من دون خسارة ليستعيد اللقب الذي فقده سنة 2016. خلال اليومين التاليين -29 و30 ديسمبر- شارك في بطولة العالم للشطرنج الخاطف وفاز بها بعد أن هزم ناكامورا في مقابلة كسر التعادل بعد أن تعادل في المباراة الأولى بالقطع السوداء وفاز بالثانية بالقطع البيضاء. وكانت نتيجته الإجمالية في البطولة 16.5/21 (+13-1=7). وتمكن للمرة الثانية في مسيرته من جمع الألقاب الثلاثة الكلاسيكي والسريع والخاطف في آن واحد.

### 2020
من 10 حتى 26 يناير نافس كارلسون في الدورة 82 من بطولة تاتا ستيل، وأنهاها في المركز الثاني بنتيجة 8/13 (+3–0=10) متخلفا بنقطتين عن الفائز فابيانو كاروانا. أثناء البطولة تجاوز كارلسون إنجاز سيرجي تيفياكوف الذي لم يهزم خلال 110 مباراة كلاسيكية. آخر خسارة له كانت في 31 يوليو 2018 عندما خسر مباراة في بطولة بيل ضد شخريار مامدياروف.
أثناء جائحة كوفيد 19 التي تسببت في إلغاء العديد من البطولات التي تتطلب حضورا شخصيا، نظم كارلسن بطولة ماغنوس كارلسن للمدعوين إلى جانب موقع Chess24 وتحت تسمية «أول بطولة شطرنج احترافية عبر الإنترنت» أقيمت هذه البطولة السريعة التي شارك فيها ثمانية لاعبين بين 18 أبريل و3 ماي بقيمة جوائز تقدر بـ 250 ألف دولار. المرحلة الأولى كانت بنظام دورة روبن منفرد، وبعدها انتقل أفضل أربع لاعبين في النتائج للنهائيات. فاز كارلسن بالبطولة بهزيمة هيكارو ناكامورا 2.5-2.5 في النهائي.

## تقييم النقاط
بناء على السجل الذي نشره الاتحاد الدولي للشطرنج نرفق لكم تقييمات ماغنوس بحسب كل شهر للتقييم العام وتقيم الشطرنج السريع والخاطف
| الشهر             | التقييم | تقييم الشطرنج السريع | تقييم الشطرنج الخاطف |
| ----------------- | ------- | -------------------- | -------------------- |
|                   |         |                      |                      |
| 2023-نيسان        | 2853    | 2839                 | 2852                 |
| 2023-آذار         | 2852    | 2839                 | 2852                 |
| 2023-شباط         | 2852    | 2839                 | 2852                 |
| 2023-كانون الثاني | 2859    | 2839                 | 2852                 |
| 2022-كانون الأول  | 2859    | 2834                 | 2830                 |
| 2022-تشرين الثاني | 2859    | 2834                 | 2830                 |
| 2022-تشرين الأول  | 2856    | 2834                 | 2830                 |
| 2022-أيلول        | 2861    | 2834                 | 2830                 |
| 2022-آب           | 2864    | 2834                 | 2830                 |
| 2022-تموز         | 2864    | 2847                 | 2828                 |
| 2022-حزيران       | 2864    | 2847                 | 2832                 |
| 2022-أيار         | 2864    | 2847                 | 2832                 |
| 2022-نيسان        | 2864    | 2847                 | 2832                 |
| 2022-آذار         | 2864    | 2847                 | 2832                 |
| 2022-شباط         | 2865    | 2847                 | 2832                 |
| 2022-كانون الثاني | 2865    | 2847                 | 2832                 |
| 2021-كانون الأول  | 2856    | 2842                 | 2890                 |
| 2021-تشرين الثاني | 2855    | 2842                 | 2890                 |
| 2021-تشرين الأول  | 2855    | 2842                 | 2890                 |
| 2021-أيلول        | 2855    | 2842                 | 2890                 |
| 2021-آب           | 2847    | 2881                 | 2884                 |
| 2021-تموز         | 2847    | 2881                 | 2884                 |
| 2021-حزيران       | 2847    | 2881                 | 2884                 |
| 2021-أيار         | 2847    | 2881                 | 2884                 |
| 2021-نيسان        | 2847    | 2881                 | 2884                 |
| 2021-آذار         | 2847    | 2881                 | 2884                 |
| 2021-شباط         | 2862    | 2881                 | 2884                 |
| 2021-كانون الثاني | 2862    | 2881                 | 2884                 |
| 2020-كانون الأول  | 2862    | 2881                 | 2884                 |
| 2020-تشرين الثاني | 2862    | 2881                 | 2884                 |
| 2020-تشرين الأول  | 2863    | 2881                 | 2884                 |
| 2020-أيلول        | 2863    | 2881                 | 2884                 |
| 2020-آب           | 2863    | 2881                 | 2884                 |
| 2020-تموز         | 2863    | 2881                 | 2884                 |
| 2020-حزيران       | 2863    | 2881                 | 2884                 |
| 2020-أيار         | 2863    | 2881                 | 2884                 |
| 2020-نيسان        | 2863    | 2881                 | 2884                 |
| 2020-آذار         | 2862    | 2881                 | 2884                 |
| 2020-شباط         | 2862    | 2881                 | 2884                 |
| 2020-كانون الثاني | 2872    | 2881                 | 2884                 |
| 2019-كانون الأول  | 2872    | 2886                 | 2865                 |
| 2019-تشرين الثاني | 2870    | 2849                 | 2828                 |
| 2019-تشرين الأول  | 2876    | 2849                 | 2828                 |
| 2019-أيلول        | 2876    | 2849                 | 2828                 |
| 2019-آب           | 2882    | 2895                 | 2920                 |
| 2019-تموز         | 2872    | 2895                 | 2920                 |
| 2019-حزيران       | 2875    | 2895                 | 2923                 |
| 2019-أيار         | 2861    | 2869                 | 2954                 |
| 2019-نيسان        | 2845    | 2869                 | 2954                 |
| 2019-آذار         | 2845    | 2869                 | 2954                 |
| 2019-شباط         | 2845    | 2869                 | 2954                 |
| 2019-كانون الثاني | 2835    | 2869                 | 2954                 |
| 2018-كانون الأول  | 2835    | 2903                 | 2939                 |
| 2018-تشرين الثاني | 2835    | 2880                 | 2939                 |
| 2018-تشرين الأول  | 2839    | 2880                 | 2939                 |
| 2018-أيلول        | 2839    | 2880                 | 2939                 |
| 2018-آب           | 2842    | 2880                 | 2939                 |
| 2018-تموز         | 2842    | 2880                 | 2939                 |
| 2018-حزيران       | 2843    | 2880                 | 2939                 |
| 2018-أيار         | 2843    | 2880                 | 2965                 |
| 2018-نيسان        | 2843    | 2880                 | 2965                 |
| 2018-آذار         | 2843    | 2880                 | 2965                 |
| 2018-شباط         | 2843    | 2880                 | 2965                 |
| 2018-كانون الثاني | 2834    | 2880                 | 2965                 |
| 2017-كانون الأول  | 2837    | 2908                 | 2986                 |
| 2017-تشرين الثاني | 2837    | 2909                 | 2948                 |
| 2017-تشرين الأول  | 2826    | 2909                 | 2948                 |
| 2017-أيلول        | 2827    | 2909                 | 2948                 |
| 2017-آب           | 2822    | 2909                 | 2948                 |
| 2017-تموز         | 2822    | 2919                 | 2899                 |
| 2017-حزيران       | 2832    | 2896                 | 2914                 |
| 2017-أيار         | 2832    | 2896                 | 2914                 |
| 2017-نيسان        | 2838    | 2896                 | 2914                 |
| 2017-آذار         | 2838    | 2896                 | 2914                 |
| 2017-شباط         | 2838    | 2896                 | 2914                 |
| 2017-كانون الثاني | 2840    | 2896                 | 2914                 |
| 2016-كانون الأول  | 2840    | 2906                 | 2873                 |
| 2016-تشرين الثاني | 2853    | 2894                 | 2873                 |
| 2016-تشرين الأول  | 2853    | 2894                 | 2873                 |
| 2016-أيلول        | 2857    | 2894                 | 2873                 |
| 2016-آب           | 2857    | 2894                 | 2873                 |
| 2016-تموز         | 2855    | 2894                 | 2873                 |
| 2016-حزيران       | 2855    | 2878                 | 2915                 |
| 2016-أيار         | 2851    | 2878                 | 2915                 |
| 2016-نيسان        | 2851    | 2878                 | 2890                 |
| 2016-آذار         | 2851    | 2878                 | 2890                 |
| 2016-شباط         | 2844    | 2878                 | 2890                 |
| 2016-كانون الثاني | 2844    | 2878                 | 2890                 |
| 2015-كانون الأول  | 2834    | 2873                 | 2878                 |
| 2015-تشرين الثاني | 2850    | 2873                 | 2878                 |
| 2015-تشرين الأول  | 2850    | 2847                 | 2914                 |
| 2015-أيلول        | 2853    | 2847                 | 2914                 |
| 2015-آب           | 2853    | 2847                 | 2914                 |
| 2015-تموز         | 2853    | 2847                 | 2914                 |
| 2015-حزيران       | 2876    | 2847                 | 2933                 |
| 2015-أيار         | 2876    | 2847                 | 2933                 |
| 2015-نيسان        | 2863    | 2847                 | 2933                 |
| 2015-آذار         | 2863    | 2855                 | 2948                 |
| 2015-شباط         | 2865    | 2855                 | 2948                 |
| 2015-كانون الثاني | 2862    | 2855                 | 2948                 |
| 2014-كانون الأول  | 2862    | 2855                 | 2948                 |
| 2014-تشرين الثاني | 2863    | 2855                 | 2948                 |
| 2014-تشرين الأول  | 2863    | 2855                 | 2948                 |
| 2014-أيلول        | 2870    | 2855                 | 2948                 |
| 2014-آب           | 2877    | 2855                 | 2948                 |
| 2014-تموز         | 2877    | 2855                 | 2948                 |
| 2014-حزيران       | 2881    | 2827                 | 2837                 |
| 2014-أيار         | 2882    | 2827                 | 2837                 |
| 2014-نيسان        | 2881    | 2827                 | 2837                 |
| 2014-آذار         | 2881    | 2827                 | 2837                 |
| 2014-شباط         | 2872    | 2845                 | 2837                 |
| 2014-كانون الثاني | 2872    | 2845                 | 2837                 |
| 2013-كانون الأول  | 2872    | 2845                 | 2837                 |
| 2013-تشرين الثاني | 2870    | 2845                 | 2837                 |
| 2013-تشرين الأول  | 2870    | 2845                 | 2837                 |
| 2013-أيلول        | 2862    | 2845                 | 2837                 |
| 2013-آب           | 2862    | 2845                 | 2837                 |
| 2013-تموز         | 2862    | 2845                 | 2837                 |
| 2013-حزيران       | 2864    | 2845                 | 2856                 |
| 2013-أيار         | 2868    | 2845                 | 2856                 |
| 2013-نيسان        | 2872    | 2845                 | 2856                 |
| 2013-آذار         | 2872    | 2845                 | 2856                 |
| 2013-شباط         | 2872    | 2845                 | 2856                 |
| 2013-كانون الثاني | 2861    | 2845                 | 2856                 |
| 2012-كانون الأول  | 2848    | 2845                 | 2856                 |
| 2012-تشرين الثاني | 2848    | 2845                 | 2856                 |
| 2012-تشرين الأول  | 2843    | 2845                 | 2856                 |
| 2012-أيلول        | 2843    | 2845                 | 2856                 |
| 2012-آب           | 2837    | 2845                 | 2856                 |
| 2012-تموز         | 2837    | 2837                 | 2837                 |
| 2012-أيار         | 2835    |                      |                      |
| 2012-آذار         | 2835    |                      |                      |
| 2012-كانون الثاني | 2835    |                      |                      |
| 2011-تشرين الثاني | 2826    |                      |                      |
| 2011-أيلول        | 2823    |                      |                      |
| 2011-تموز         | 2821    |                      |                      |
| 2011-أيار         | 2815    |                      |                      |
| 2011-آذار         | 2815    |                      |                      |
| 2011-كانون الثاني | 2814    |                      |                      |
| 2010-تشرين الثاني | 2802    |                      |                      |
| 2010-أيلول        | 2826    |                      |                      |
| 2010-تموز         | 2826    |                      |                      |
| 2010-أيار         | 2813    |                      |                      |
| 2010-آذار         | 2813    |                      |                      |
| 2010-كانون الثاني | 2810    |                      |                      |
| 2009-تشرين الثاني | 2801    |                      |                      |
| 2009-أيلول        | 2772    |                      |                      |
| 2009-تموز         | 2772    |                      |                      |
| 2009-نيسان        | 2770    |                      |                      |
| 2009-كانون الثاني | 2776    |                      |                      |
| 2008-تشرين الأول  | 2786    |                      |                      |
| 2008-تموز         | 2775    |                      |                      |
| 2008-نيسان        | 2765    |                      |                      |
| 2008-كانون الثاني | 2733    |                      |                      |
| 2007-تشرين الأول  | 2714    |                      |                      |
| 2007-تموز         | 2710    |                      |                      |
| 2007-نيسان        | 2693    |                      |                      |
| 2007-كانون الثاني | 2690    |                      |                      |
| 2006-تشرين الأول  | 2698    |                      |                      |
| 2006-تموز         | 2675    |                      |                      |
| 2006-نيسان        | 2646    |                      |                      |
| 2006-كانون الثاني | 2625    |                      |                      |
| 2005-تشرين الأول  | 2570    |                      |                      |
| 2005-تموز         | 2528    |                      |                      |
| 2005-نيسان        | 2548    |                      |                      |
| 2005-كانون الثاني | 2553    |                      |                      |
| 2004-تشرين الأول  | 2581    |                      |                      |
| 2004-تموز         | 2567    |                      |                      |
| 2004-نيسان        | 2552    |                      |                      |
| 2004-كانون الثاني | 2484    |                      |                      |
| 2003-تشرين الأول  | 2450    |                      |                      |
| 2003-تموز         | 2385    |                      |                      |
| 2003-نيسان        | 2356    |                      |                      |
| 2003-كانون الثاني | 2279    |                      |                      |
| 2002-تشرين الأول  | 2250    |                      |                      |
| 2002-تموز         | 2214    |                      |                      |
| 2002-نيسان        | 2163    |                      |                      |
| 2002-كانون الثاني | 2127    |                      |                      |
| 2001-تشرين الأول  | 2072    |                      |                      |
| 2001-تموز         | 2084    |                      |                      |
| 2001-نيسان        | 2064    |                      |                      |

## التكريمات
فاز كارلسن بجائزة أوسكار الشطرنج لخمس أعوام متتالية من 2009 حتى 2013 وهي جائزة كانت تنظمها مجلة الشطرنج الروسية 64 وتمنح لأفضل لاعب في العام وفق استفتاء عالمي بين منتقدي وكتاب وصحفيي الشطرنج، ولكن توقف منح الجائزة اعتباراً من العام 2013 بعد أيقاف إصدار المجلة 64. منحت صحيفة فيردينس غانغ كارلسن لقب «اسم السنة» (Årets navn) مرتين في 2009 و 2013. كما سمته أيضاً «رياضي السنة» في 2009. كما فاز كارلسن بجائزة «الرياضة الشعبية» (Folkets Idrettspris) وهي جائزة اختيار الجمهور صادرة عن مجلة داغبلادت وذلك عن عامي  2009
و 2010.
في عام 2011، حصل على جائزة بير جينت، وهي جائزة نرويجية سنوية للأفراد أو الهيئات التي تميّزت في المجتمع.
في عام 2013، أدرجت مجلة تايم اسم ماغنوس كارلسن ضمن قائمة أكثر 100 شخص تأثيراً في العالم.

## التصنيف

تطور تصنيف كارلسن وفق نظام إيلو من 2002 حتى 2016

في كانون الثاني / يناير 2006 حقق كارلسن وهو بعمر 15 عام و23 يوم تصنيف 2625 وفق نظام تصنيف إيلو ليصبح بذلك أصغر لاعب يتجاوز تصنيف 2600 (تم كسر هذا الرقم لاحقاً من قبل كل من ويسلي سو، وي يي و‌جون بورك).
في تموز / يوليو 2007، وبعمر 16 سنة و312 يوم حقق كارلسن تصنيف 2710 وفق نظام تصنيف إيلو ليصبح بذلك أصغر لاحب يتجاوز تصنيف 2700 (تم كسر هذ الرقم لاحقاً من قبل وي يي و‌علي رضا فیروزجا).
في 5 أيلول / سبتمبر 2008، بعد فوزه في الدور الرابع من نهائيات بلباو، أصبح كارلسن بعمر 17 سنة و280 يوم لفترة مؤقتة الأول عالمياً في التصنيف المباشر غير الرسمي.
فوز كارلسن في بطولة نبع اللؤلؤ للشطرنج لعام 2009 رفع تصنيفه وفق نظام إيلو إلى 2801، مما جعله بعمر 18 سنة و336 يوم أصغر لاعب يتجاوز تصنيف 2800. محطماً بذلك الرقم القياسي المسجل باسم فلاديمير كرامنيك بعمر 25 سنة، وحتى ذلك الوقت لم يتجاوز أي لاعب تصنيف 2800 باستثناء كاسباروف، توبالوف، كرامنيك وأناند.
في كانون الثاني / يناير 2020 حقق كارلسن تصنيف 2810، مما جعله اللاعب رقم 1 في العالم أي أن كارلسن أصبح بعمر 19 سنة و32 يوم أصغر لاعب يصبح الأول عالمياً كما أنه أو لاعب من دولة غربية يحقق هذا الإنجاز من دولة غربية منذ بوبي فيشر عام 1971.
في آذار 2010 أظهر التقييم أن كارلسن حقق قمة جديدة بتصنيف 2813، وهو رقم لم يستطع أحد تحقيقه حينها سوا كاسباروف
في كانون الثاني / يناير 2013 حقق كارلسن تقييم 2861 متجاوزاً بذلك الرقم القياسي لغاري كاسباروف البالغ 2851 والذي حققه في تموز / يوليو 1999. في أيار / مايو 2014 حقق أفضل تصنيف على الإطلاق وهو 2882، كما حقق تصنيف 2889 في التصنيف المباشر في 21 نيسان / أبريل 2014. في آب / أغسطس 2019 عادل رقمه القياسي بأعلى تصنيف والبالغ 2882.

## أسلوب اللعب
كان لكارلسن أسلوب هجومي في صغره، وتبعا لسيمن أجدستاين كان لعبه متميزا " باستعداد لا يشوبه التردد والخوف للتضحية بالعتاد مقابل حركية القطع". وبنضوجه وجد كارلسن أن هذا الأسلوب في اللعب لا يتناسب مع نخبة لاعبي العالم في الشطرنج، وحين بدأ يلعب في بطولات النخبة كان يعاني للحصول على أفضلية من الافتتاحية، وليتطور أصبح أسلوب كارلسن أكثر شمولا بدراسة جميع أنواع الوضعيات وفهمها جيدا. وأصبح يفتتح بكل من d4 وe4 وفي بعض الأحيان Nf3 ليصعِّب على خصومه التحضير له وتخفيض تأثير تحليلات الحاسوب واحتمال وقوعه في تحضيراتهم. قال كارلسن في 2015 أن منتصف اللعب لأن فيها تصبح المباراة "شطرنجا صافيا" خاليا من التحضيرات. في مقابلة سنة 2016 قال أنيش غيري: " ماغنوس وأنا قريبان جدا من ناحية أسلوب اللعب، لكن سلوكنا في المباراة متضاد تماما، فماغنس يحاول التركيز على اللعب فقط وتحنب التحضيرات، لكن بالنسبة لي التحضير يلعب دورا كبيرا.
قال غاري كاسبروف الذي درب كارلسن من 2009 حتى 2010 أن لدى كارلسن أسلوب موضعي مشابه لأساليب أبطال العالم السابقين مثل أناطولي كاربوف، خوزيه كابابلانكا وفاسيلي سميسلوف بدل الأسلوب التكتيكي لألكسندر أليخين وميخائيل تال وغاري كاسباروف نفسه. قال بيتر هاين نيلسن في مقابلة عام 2013: «أيام الافتتاحيات الجديدة ولت، وهذا يناسب أسلوب كارلسن جيدا.» لكن تبعا لتصريح كارلسن نفسه فهو ليس لديه أسلوب لعب مفضل. قال كاسبروف سنة 2013 أن «كارلسون توليفة بين أناطولي كاربوف وبوبي فيشر، يفهم وضعياته جيدا ولا يتخلى بعدها على عضة البلدغ، أمر مرهق بالنسبة لخصومه.» صرح كارلسون كذلك بأنه يتّبع أساليب كاربوف وفيشر، لكنه ذكر أيضا أن روبن فاين كلاعب «كان يقوم في الشطرنج بأمور مماثلة لما أفعله».
قال أناند عن كارلسن في 2012: «لدى ماغنوس حس فطري لا يصدق.... تتبادر معظم الأفكار إليه بشكل طبيعي تام. وهو أيضا مرن جيدا ويعلم جميع التركيبات ويمكنه تقريبا لعب أي وضعية.» وقارن كذلك كارلسن مع بوريس سباسكي في ريعان قوته وصرح:«ماغنوس يمكنه فعل كل شيء حرفيا.» عبّر كاسباروف عن نفس الآراء بقوله: «لدى كارلسن القدرة على التقييم الصحيح لأي وضعية، وهي الميزة التي يتميز ويتباهى بها كاربوف فقط قبله.» وأجاب كاربوف حين سُئل عام 2016 في مقابلة ما إذا كان أسلوب كارلسن يشابه أسلوبه: «ذلك ممكن إلى حد كبير، ترعرع حين كنت في ريعان قوتي، وربما درس مبارياتي. يمكنه تحويل الأفضليات الصغيرة إلى أفضليات حقيقية.»
في مقابلة عام 2012، قال فلاديمير كرامنيك أن البنية الجسمية الممتازة لكارلسن كانت عامل مساهما في نجاحه ضد نخبة اللاعبين الآخرين، لأنها تمنع «الهفوات النفسية» وهو ما يمكنه من الحفاظ على مستوى لعب نموجي عالي خلال مباريات طويلة وحتى نهاية البطولات، أين تنخفض مستويات الطاقة لدى الآخرين. قال ليفون أرونيان في 2015: «سر ماغنوس الرئيسي هي رباطة جأشه، وغياب التأثرات وفقدان الثقة بعد ارتكاب أخطاء أثناء المباراة.» وجهة نظر تايلر كوين حول أسلوب لعب كارلسن هي: "يبدي كارلسن أحد أكثر الصفات التي يخافها الخصوم وهي 'صفاؤه' إذا استخدمنا مصطلحا صيغ لهذا الغرض بواسطة كين ريغن من جامعة بافالو. باستخدام تحليلات الحاسوب، يمكنك قياس مَن مِن اللاعبين يقوم بأقصى مجهود لجعل خصومه يرتكبون أخطاء. لدى كارلسن الصفاء الأعلى بهذا النظام، لأن نقلاته الإبداعية تضغط على اللاعب الخصم وتفتح مجالا كبيرا للأخطاء. وعلى العكس، لاعب مثل كرامنيك الذي يلعب نسبة عالية من النقلات الدقيقة، وبالطبع هو لاعب قوي جدا، لكن تلك النقلات هادئة نوعا ما وذات نسبة أقل أن تُحدث أخطاء كنتيجة لها."
وُصفت براعة كارلسن في نهاية اللعب بأنها بين الأفضل في التاريخ. وصف جون سبيلمان الذي حلّل العديد من نهايات لعب كارلسون في بطولة لندن الكلاسيكية 2012 (بشكل خاص ضد ماكشاين، أرونيان وآدمز) ما سماه «تأثير كارلسن»:
 ... عبر القوة المشنركة لمهارته وسمعته التي لا تقل أهمية، يؤدي بخصومه إلى ارتكاب الأخطاء ... يستمر باللعب للأبد، بهدوء، بطريقة منهجية، وربما الصفة الأكثر أهمية من خوف: يسحب بامتياز، مع أخطاء صريحة قليلة وكمية كبيرة من النقلات «الجيدة جدا». هذه الصفات تجعله وحشا وتجعل العديد من الخصوم يذبلون. 
صمم جين مارك أليوت من معهد تولوز لبحوث علم الحاسوب منهج ذكاء اصطناعي يقارن بين نقلات أساتذة الشطرنج الكبار ونقلات محرك الشطرنج ستوكفيش الذي يفوق جميع اللاعبين البشر في الأداء، وقام هذا المنهج بتصنيف كارلسن كأفضل لاعب على الإطلاق لأن لديه الاحتمال الأكبر بين جميع أبطال العالم في الشطرنج في أن يلعب النقلات التي اقترحها ستوكفيش.

## مباريات مميزة
- كارلسن ضد غاري كاسباروف، ريكيافيك للشطرنج السريع (2004)، غامبت الملكة مرفوض: دفاع كامبردج سبرينغز (D52)، ½–½ [مباراة 1] بعمر 13 سنة فقط، كان لكارلسن حظوظ فوز كبيرة في مباراة شطرنج سريع ضد كاسباروف،[45] المصنف رقم واحد في العالم بذلك الوقت.[286]
- كارلسن ضد فيسيلين توبالوف، بطولة صوفيا للشطرنج (2009) دفاع نصف السلاف: تفرع عام (D43)، 1–0. [مباراة 2] كان هذا أول فوز لكارلسن ضد لاعب يزيد تصنيفه عن 2800.[287]
- كارلسن ضد بوريس غالفند، ذكرى تال (2011)، دفاع السلاف: التفرع الهادئ، دفاع الأسقلوب (D12)، 1–0.[288] [مباراة 3] تمكن غالفند من تنفيذ توغل يبدو حاسما بالقلعة إلى الصف الخلفي للأبيض، لكن كارلسن تمكن من التعامل مع التهديدات. وصف كارلسن هذه المباراة بـ«أحد أكثر المباريات المثيرة للاهتمام التي لعبتها حديثا».[289]
- كارلسن ضد هيكارو ناكامورا بطولة لندن للشطرنج الكلاسيكي (2011)، المباراة الإيطالية: التفرع الكلاسيكي، جيوكو بيانسيمو (C53)، 1–0. [مباراة 4]. مواجها اللاعب رقم واحد في أمريكا، ضحى كارلسن بالتبادل لتحقيق وضعية رابحة، في مباراة كانت ستكون متعادلة من دون هذه التضحية.
- كارلسن ضد فيشفاناثان أناند، بلباو للأساتذة (2012)، الدفاع الصقلي، تفرع موسكو. التفرع الرئيسي (B52)، 1–0. [مباراة 5] مواجها بطل العالم آنذاك، ضحى كارلسن ببيدق ليترك الأبيض في وضعية مخنوقة وهو ما أدى بأناند للاستسلام عند النقلة 30. صرح كارلسن في 2013 بأن هذه المباراة أحد أفضل مبارياته.[290]
- كارلسن ضد لي تشاو، قطر للأساتذة (2015)، دفاع نيو-غرونفلد: هجوم غوغليدز (D70)، 1–0. [مباراة 6] موجها أحد أفضل المصنفين الصينيين، وجد كارلسن هجوما مظفرا عبر التضحية بمكلته في وضعية حادة.

## نشاطات تجارية أخرى

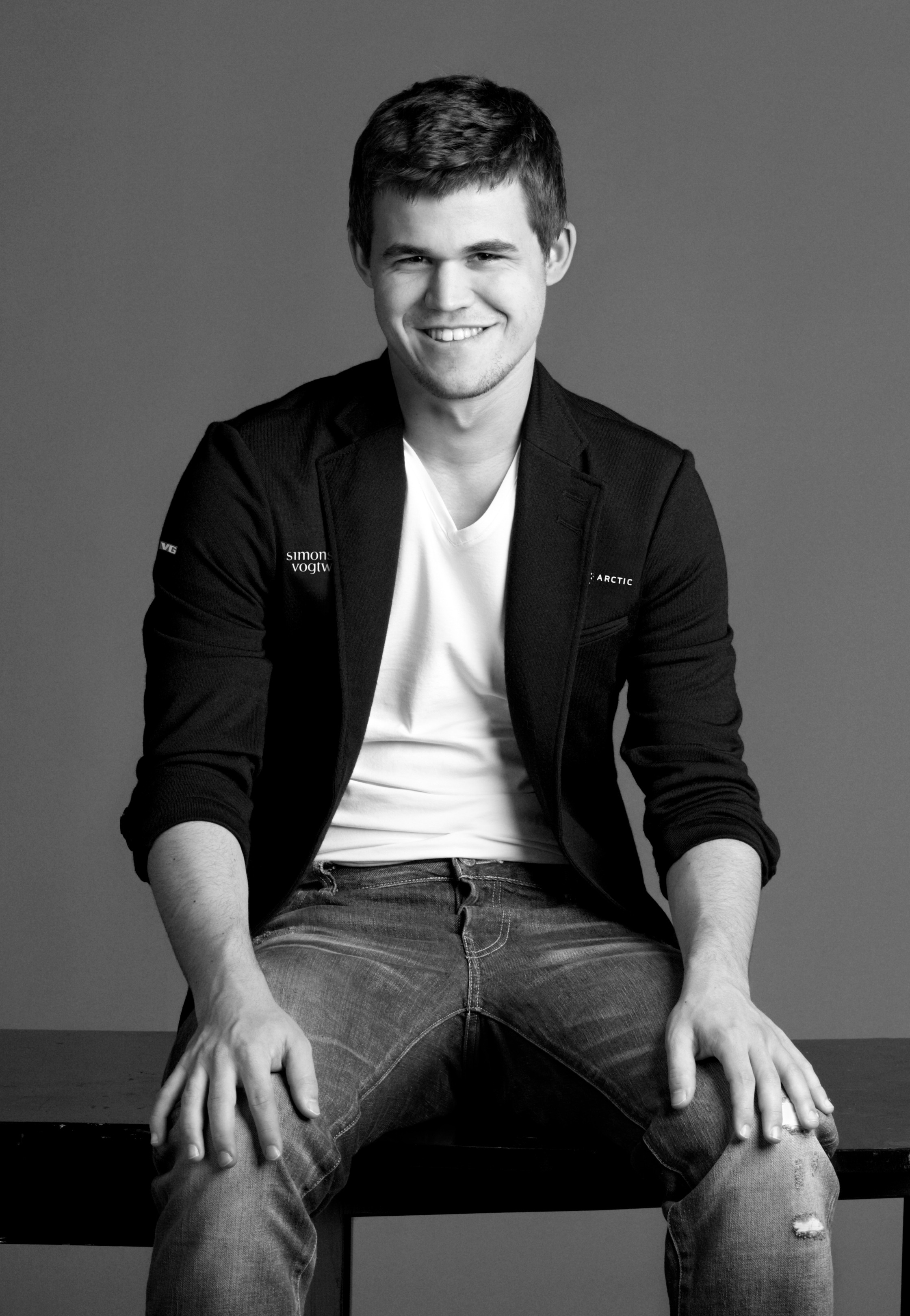
ماغنوس كارلسن في 2013.

عرض كارلسن الأزياء لشركة جي ستار ور في حملة الترويج خريف/شتاء سنة 2010 إلى جانب الممثلة الأمريكية ليف تايلر. صُوِّرت الحملة بواسطة المصور ومخرج الأفلام الألماني أنطون كربيجن. نُسقت الحملة مع تحدي العالم للشطرنج الخاص برو في نيويورك، وهو حدث لعب فيه كارلسن ضد فريق عالمي من لاعبي الشطرنج، الذين صوتوا على نقلات اقتُرحت بواسطة ماكسيم فاشيي-لاغراف، هيكارو ناكامورا وجوديت بولغار. فاز كارلسن الذي كان يلعب بالأبيض بالمباراة في 43 نقلة. في فبراير 2014، ظهر في حملة الربيع/صيف الخاصة بجي ستار رو إلى جانب عارضة الأزياء والممثلة ليلي كول.
عرض مخرج الأفلام جاي جاي أبرامز على كارلسن دورا في فيلم ستار تريك إلى الظلام «كلاعب شطرنج من المستقبل»، لكن كارلسن لم يتمكن من الحصول على رخصة العمل في الموعد المحدد للتصوير. ظهر كارلسن في برنامج 60 دقيقة، وكان كذلك ضيفا في برنامج تقرير كولبرت. كما تم إجراء مقابلة صحفية معه بواسطة راين ويلسون لصالح شركة الإعلام سولبانكايك في 2013.
اعتبارا من 2012، كارلسن هو اللاعب الشطرنج الاحترافي النشط الوحيد الذي لديه مدير بدوام كامل -وهو إسبن أجدستاين- أستاذ الاتحاد وأخ مدرب كارلسن السابق سيمن أجدستاين، بدأ إسبن بالعمل كوكيل لكارلسن في أواخر 2008. يتمحور عمل أدجستين أساسا في إيجاد الرعاة ومناقشة العقود مع مختلف وسائل الإعلام، لكن منذ 2011 تولى كذلك مهام الإدارة التي كان يؤديها سابقا والد كارلسن هنريك. تبعا لجريدة نيويورك تايمز، كسب كارلسن 1.2 مليون دولار في 2012، والشطر الأكبر منها كان من الرعايات التجارية.
في أكتوبر 2013، اشترك كارلسن في تأسيس شركة لاعِب ماغنوس أس (Play Magnus AS) ومقرها في أوسلو بالنرويج، أول منتجات هذه الشركة هي تطبيق إيوس يسمى لاعِب ماغنوس الذي يسمح للمستخدم باللعب ضد محرك شطرنج صُمم باستخدام قاعدة بيانات من آلاف المباريات التي لعبها كارلسن منذ سن الخامسة. ثم تلاه التطبيقين ماغنوس المدرب سنة 2016 ومملكة ماغنوس للشطرنج سنة 2018. في مارس 2019 انضم كارلسن لطاقم Chess24.com. وفي سبتمبر 2019، ضمت المجموعة تشيسبل، وهي منصة تفاعلية لتعلم الشطرنج وتسويق منتجاته. كان هدف ماغنوس هو استخدام لاعِب ماغنوس ومجموعة شركاته كمنصة لتشجيع الناس على لعب الشطرنج.
في أغسطس 2013، أصبح كارلسن سفيرا لشركة نورديك سمايكوندكتور، وتم اختياره في نوفمبر كأحد «أكثر الرجال جاذبية في 2013» بواسطة مجلة كوزموبوليتان. في 2017، قام كارلسون بالظهور كضيف خاص في مسلسل ذا سيمبسونز في حلقة كُشِف فيها تاريخ هومر مع الشطرنج.
في 2020، أعلن كارلسن عن توقيعه رعاية تجارية لمدة عامين من شركة القمار يونيبات ليعمل «كسفير عام» لها. الشركة الأم ليونيبات وهي مجموعة كيندرد هي أيضا راعي لنادي الشطرنج أوفرسبيل الذي أسسه كارلسن سنة 2019 بعد أن رفض الاتحاد النرويجي للشطرنج عرض كيندرد للرعاية. وهو الآن أكبر نادي للشطرنج في النرويج وكارلسن هو الرئيس الحالي له.

## الحياة الشخصية
ابتداء من 2016، يُعرف كارلسن نفسه على أنه ديمقراطي اشتراكي وفي الغالب يتبع نظاما غذائيا نباتيا، لأن اثنتين من أخواته يتبعن نظاما غذائيا نباتيا.
كارلسن شديد الإعجاب بكرة القدم وريال مدريد هو ناديه المفضل. تكريما له عندما أصبح بطلا للعالم في الشطرنج، قام كالسن بتنفيذ ضربة البداية في مباراة بالدوري الإسباني لكرة القدم بين ريال مدريد وبلد الوليد في 30 نوفمبر 2013. يتابع كارلسن الدوري الإنجليزي الممتاز ويلعب كرة القدم الخيالية. في ديسمبر 2019، وصل إلى المركز الأول في لعبة فانتزي بريميرليغ، متقدمًا على سبعة ملايين لاعب آخر، قبل أن ينهي الموسم في المركز العاشر.

## كتب وأفلام
- فلاكير أ، كارلسن م. (2004). تعلم الشطرنج مع ماغنوس. دار النشر النرويجية جيلندال. (ردمك 978-82-05-33963-7)
- أمير الشطرنج، فيلم حول ماغنوس كارلسن (2005). من إخراج أويفند أسبجورنسين.[315]
- أوبيدال هالجير (2011). نقلات ذكية. ماغنوس كارلسن: أفضل لاعب شطرنج في العالم. دار النشر كاج. (ردمك 978-82-489-1050-3).
- ميكالشيشين أدريانن، وستيتسكو أوليغ (2012). شطرنج المحاربة مع ماغنوس كارلسن (التطور في الشطرنج). طبعة أولمز. (ردمك 978-3-283-01020-1)
- كروش كولين (2013). قوة ماغنوس: كيف حطم كارلسن رقم كاسباروف القياسي. دار النشر إيفري مان تشاس. (ردمك 978-1-78194-133-1).
- سيفرستين، إياغ غ (2015). ماغنوس. كاغي فورلاغ. (ردمك 978-82-489-1659-8)
- كوترونياس فاسيليوس ولوغوثتيس سوتيريس (2013). هجوم كارلسن على العرش دار النشر كاليتي تشاس. (ردمك 978-1-906552-22-0).
- باتلر، برين-جوناثان (2018). الأستاذ الكبير: ماغنوس كارلسن والمقابلة التي جعلت الشطرنج عظيما مجددا. (ردمك 978-1-501172601)
- ماغنوس (2016). شريط وثائقي من إخراج بنجامين ري.